# Oroszország az 1996. évi nyári olimpiai játékokon
Oroszország az egyesült államokbeli Atlantában megrendezett 1996. évi nyári olimpiai játékok egyik részt vevő nemzete volt. Az országot az olimpián 25 sportágban 391 sportoló képviselte, akik összesen 63 érmet szereztek. Oroszország 84 év eltelte után először szerepelt újra önálló csapattal a nyári olimpiai játékokon.

## Érmesek
| Érem  | Versenyző | Sportág       | Versenyszám                  |
| ----- | --- | ------------- | ---------------------------- |
| Arany | Szvetlana Masztyerkova | Atlétika      | Női 800 m                    |
| Arany | Szvetlana Masztyerkova | Atlétika      | Női 1500 m                   |
| Arany | Jelena Nyikolajeva | Atlétika      | Női 20 km gyaloglás          |
| Arany | Alekszandr Karelin | Birkózás      | Kötöttfogás, 130 kg          |
| Arany | Vagyim Bogijev | Birkózás      | Szabadfogás, 68 kg           |
| Arany | Buvajszar Szajtyijev | Birkózás      | Szabadfogás, 74 kg           |
| Arany | Hadzsimurat Magomedov | Birkózás      | Szabadfogás, 82 kg           |
| Arany | Zulfija Zabirova | Kerékpározás  | Női egyéni időfutam          |
| Arany | Dmitrij Szautyin | Műugrás       | Férfi egyéni toronyugrás     |
| Arany | Oleg Szaitov | Ökölvívás     | Váltósúly                    |
| Arany | Borisz Kokorev | Sportlövészet | Férfi szabadpisztoly         |
| Arany | Artyom Hadzsibekov | Sportlövészet | Férfi légpuska               |
| Arany | Olga Klocsnyeva | Sportlövészet | Női légpisztoly              |
| Arany | Alekszej Petrov | Súlyemelés    | 91 kg                        |
| Arany | Andrej Csemerkin | Súlyemelés    | +108 kg                      |
| Arany | Szergej Harkov Nyikolaj Krjukov Alekszej Nyemov Jevgenyij Podgornij Dmitrij Trus Dmitrij Vaszilenko Alekszej Voropajev                                             | Torna         | Férfi csapat összetett       |
| Arany | Alekszej Nyemov | Torna         | Férfi ugrás                  |
| Arany | Szvetlana Horkina | Torna         | Női felemás korlát           |
| Arany | Alekszandr Popov | Úszás         | Férfi 50 m gyors             |
| Arany | Alekszandr Popov | Úszás         | Férfi 100 m gyors            |
| Arany | Gyenyisz Pankratov | Úszás         | Férfi 100 m pillangó         |
| Arany | Gyenyisz Pankratov | Úszás         | Férfi 200 m pillangó         |
| Arany | Dmitrij Sevcsenko İlqar Məmmədov Vlagyiszlav Pavlovics | Vívás         | Férfi tőr, csapat            |
| Arany | Alekszandr Beketov | Vívás         | Férfi párbajtőr, egyéni      |
| Arany | Sztanyiszlav Pozdnyakov | Vívás         | Férfi kard, egyéni           |
| Arany | Grigorij Kirijenko Szergej Sarikov Sztanyiszlav Pozdnyakov | Vívás         | Férfi kard, csapat           |
| Ezüst | Ilja Markov | Atlétika      | Férfi 20 km gyaloglás        |
| Ezüst | Mihail Scsennyikov | Atlétika      | Férfi 50 km gyaloglás        |
| Ezüst | Igor Trangyenkov | Atlétika      | Férfi rúdugrás               |
| Ezüst | Valentyina Jegorova | Atlétika      | Női maraton                  |
| Ezüst | Inna Laszovszkaja | Atlétika      | Női hármasugrás              |
| Ezüst | Natalja Szadova | Atlétika      | Női diszkoszvetés            |
| Ezüst | Maharbek Hadarcev | Birkózás      | Szabadfogás, 90 kg           |
| Ezüst | Eduard Gricun Nyikolaj Kuznyecov Alekszej Markov Anton Santir | Kerékpározás  | Férfi csapat üldözőverseny   |
| Ezüst | Irina Lasko | Műugrás       | Női egyéni műugrás           |
| Ezüst | Eduard Zenovka | Öttusa        | Férfi                        |
| Ezüst | Marina Logvinyenko | Sportlövészet | Női légpisztoly              |
| Ezüst | Irina Geraszimjonok | Sportlövészet | Női sportpuska összetett     |
| Ezüst | Szergej Szircov | Súlyemelés    | 108 kg                       |
| Ezüst | Alekszej Nyemov | Torna         | Férfi egyéni összetett       |
| Ezüst | Jelena Dolgopolova Rozalija Galijeva Jelena Groseva Szvetlana Horkina Gyina Kocsetkova Jevgenyija Kuznyecova Okszana Ljapina                                       | Torna         | Női csapat összetett         |
| Ezüst | Janyina Batirsina | Torna         | Egyéni ritmikus gimnasztika  |
| Ezüst | Roman Jegorov Alekszandr Popov Vlagyimir Predkin Vlagyimir Pisnyenko Gyenyisz Pimankov Konsztantyin Uskov                                                          | Úszás         | Férfi 4 × 100 m gyorsváltó   |
| Ezüst | Vlagyimir Szelkov Sztanyiszlav Lopuhov Gyenyisz Pankratov Alekszandr Popov Roman Ivanovszkij Vlagyiszlav Kulikov Roman Jegorov                                     | Úszás         | Férfi 4 × 100 m vegyes váltó |
| Ezüst | Georgij Sajduko Dmitrij Sabanov Igor Szkalin | Vitorlázás    | Soling                       |
| Ezüst | Alekszandr Beketov Pavel Kolobkov Valerij Zaharevics | Vívás         | Férfi párbajtőr, csapat      |
| Ezüst | Szergej Sarikov | Vívás         | Férfi kard, egyéni           |
| Bronz | Irina Hudoroskina | Atlétika      | Női súlylökés                |
| Bronz | Zafar Gulijev | Birkózás      | Kötöttfogás, 48 kg           |
| Bronz | Alekszandr Tretyjakov | Birkózás      | Kötöttfogás, 68 kg           |
| Bronz | Anton Csermasencev Andrej Gluhov Dmitrij Rozinkevics Vlagyimir Vologyenkov Nyikolaj Akszjonov Roman Moncsenko Pavel Melnyikov Szergej Matvejev Alekszandr Lukjanov | Evezés        | Férfi nyolcas                |
| Bronz | Szergej Verlin Oleg Gorobij Anatolij Tyiscsenko Georgij Cibulnyikov                                                                                                | Kajak-kenu    | Férfi kajak négyes 1000 m    |
| Bronz | Albert Pakejev | Ökölvívás     | Légsúly                      |
| Bronz | Raimkul Malahbekov | Ökölvívás     | Harmatsúly                   |
| Bronz | Alekszej Lezin | Ökölvívás     | Szupernehézsúly              |
| Bronz | Marina Logvinyenko | Sportlövészet | Női sportpisztoly            |
| Bronz | Alekszej Nyemov | Torna         | Férfi talaj                  |
| Bronz | Alekszej Nyemov | Torna         | Férfi nyújtó                 |
| Bronz | Alekszej Nyemov | Torna         | Férfi lólengés               |
| Bronz | Jevgenyija Bocskarjova Olga Stirenko Irina Dzjuba Angelina Juskova Julija Ivanova Jelena Krivosej                                                                  | Torna         | Csapat ritmikus gimnasztika  |
| Bronz | Andrej Kornyejev | Úszás         | Férfi 200 m mell             |
| Bronz | Vlagyiszlav Kulikov | Úszás         | Férfi 100 m pillangó         |
| Bronz | Karina Aznavurjan Marija Mazina Julija Garajeva | Vívás         | Női párbajtőr, csapat        |

## Asztalitenisz
Férfi
| Versenyző                      | Versenyszám | Csoportkör | Csoportkör | Nyolcaddöntő                                     | Negyeddöntő       | Elődöntő          | Döntő             | Helyezés |
| Versenyző                      | Versenyszám | Ellenfél Eredmény | Hely.      | Ellenfél Eredmény                                | Ellenfél Eredmény | Ellenfél Eredmény | Ellenfél Eredmény | Helyezés |
| ------------------------------ | ----------- | --- | ---------- | ------------------------------------------------ | ----------------- | ----------------- | ----------------- | -------- |
| Dmitrij Mazunov                | Egyes       | L csoport · Tarik Hodžić (BIH) · 2:0 · Jim Butler (USA) · 2:0 · Peter Karlsson (SWE) · 2:0 | 1.         | Uladzimir Szamszonav (BLR) · 14–21, 15–21, 13–21 | kiesett           | kiesett           | kiesett           | 9.       |
| Andrej Mazunov                 | Egyes       | H csoport · Carl Prean (GBR) · 2:1 · Stephen Hylton (JAM) · 2:0 · Uladzimir Szamszonav (BLR) · 1:2 | 2.         | kiesett                                          | kiesett           | kiesett           | kiesett           | 17.      |
| Andrej Mazunov Dmitrij Mazunov | Páros       | G csoport · Fehéroroszország (BLR) · Uladzimir Szamszonav · Javhen Scsacinyin · 2:0 · Egyesült Államok (USA) · Jim Butler · Todd Sweeris · 2:0 · Dél-Korea (KOR) · I Csholszung (Lee Cheol-Seung) · Ju Namgju (Yu Nam-gyu) · 0:2 | 2.         |                                                  | kiesett           | kiesett           | kiesett           | 9.       |

Női
| Versenyző                   | Versenyszám | Csoportkör | Csoportkör | Nyolcaddöntő      | Negyeddöntő                                                                                           | Elődöntő          | Döntő             | Helyezés |
| Versenyző                   | Versenyszám | Ellenfél Eredmény | Hely.      | Ellenfél Eredmény | Ellenfél Eredmény                                                                                     | Ellenfél Eredmény | Ellenfél Eredmény | Helyezés |
| --------------------------- | ----------- | --- | ---------- | ----------------- | --- | ----------------- | ----------------- | -------- |
| Irina Palina                | Egyes       | H csoport · Jana Dobešová (CZE) · 2:0 · Blanca Alejo (DOM) · 2:0 · Kojama Csire (JPN) · 1:2                                                                                        | 2.         | kiesett           | kiesett                                                                                               | kiesett           | kiesett           | 17.      |
| Jelena Tyimina              | Egyes       | I csoport · Jie Schöpp (GER) · 0:2 · Kim Hjonhi (PRK) · 0:2 · Funke Oshonaike (NGR) · 2:0                                                                                          | 3.         | kiesett           | kiesett                                                                                               | kiesett           | kiesett           | 33.      |
| Irina Palina Jelena Tyimina | Páros       | F csoport · Nigéria (NGR) · Bose Kaffo · Funke Oshonaike · 2:0 · Hollandia (NED) · Bettine Vriesekoop · Emily Noor · 2:0 · Egyesült Államok (USA) · Lily Hugh-Yip · Wei Wang · 2:0 | 1.         |                   | Dél-Korea (KOR) · Pak Hedzsong (Park Hae-Jeong) · Ju Dzsihje (Yu Ji-Hye) · 21–23, 18–21, 22–20, 15–21 | kiesett           | kiesett           | 5.       |

## Atlétika
Férfi
| Versenyző                                                         | Versenyszám     | Előfutam | Előfutam | Előfutam | Negyeddöntő | Negyeddöntő | Negyeddöntő | Elődöntő | Elődöntő | Elődöntő | Döntő         | Döntő         |
| Versenyző                                                         | Versenyszám     | Idő      | Hely.    | Össz.    | Idő         | Hely.       | Össz.       | Idő      | Hely.    | Össz.    | Idő           | Helyezés      |
| ----------------------------------------------------------------- | --------------- | -------- | -------- | -------- | ----------- | ----------- | ----------- | -------- | -------- | -------- | ------------- | ------------- |
| Andrej Fedoriv                                                    | 100 m           | 10,39    | 3.       | 37.***** | 10,34       | 7.          | 27.*        | kiesett  | kiesett  | kiesett  | kiesett       | kiesett       |
| Andrej Fedoriv                                                    | 200 m           | 20,95    | 6.       | 45.      | kiesett     | kiesett     | kiesett     | kiesett  | kiesett  | kiesett  | kiesett       | kiesett       |
| Andrej Loginov                                                    | 1500 m          | 3:40,99  | 5.       | 27.      |             |             |             | kiesett  | kiesett  | kiesett  | kiesett       | kiesett       |
| Vjacseszlav Sabunyin                                              | 1500 m          | 3:38,56  | 6.       | 19.      |             |             |             | kiesett  | kiesett  | kiesett  | kiesett       | kiesett       |
| Oleg Sztrizsakov                                                  | Maraton         |          |          |          |             |             |             |          |          |          | 2:19:51       | 37.           |
| Leonyid Svecov                                                    | Maraton         |          |          |          |             |             |             |          |          |          | 2:24:49       | 66.           |
| Andrej Kiszlih                                                    | 110 m gát       | 13,74    | 3.       | 27.***   | 13,74       | 8.          | 26.         | kiesett  | kiesett  | kiesett  | kiesett       | kiesett       |
| Jevgenyij Pecsonkin                                               | 110 m gát       | 13,86    | 5.       | 38.      | kiesett     | kiesett     | kiesett     | kiesett  | kiesett  | kiesett  | kiesett       | kiesett       |
| Ruszlan Mascsenko                                                 | 400 m gát       | 49,94    | 3.       | 33.**    |             |             |             | kiesett  | kiesett  | kiesett  | kiesett       | kiesett       |
| Vlagyimir Goljasz                                                 | 3000 m akadály  | 8:35,50  | 9.       | 22.      |             |             |             | 8:36,85  | 9.       | 20.      | kiesett       | kiesett       |
| Vlagyimir Pronyin                                                 | 3000 m akadály  | 8:29,49  | 6.       | 6.       |             |             |             | 8:34,79  | 10.      | 18.      | kiesett       | kiesett       |
| Innokentyij Zsarov Mihail Vdovin Ruszlan Mascsenko Dmitrij Koszov | 4 × 400 m váltó | 3:04,73  | 2.       | 16.      |             |             |             | 3:05,63  | 8.       | 14.      | kiesett       | kiesett       |
| Ilja Markov                                                       | 20 km gyaloglás |          |          |          |             |             |             |          |          |          | 1:20:16       |               |
| Risat Safikov                                                     | 20 km gyaloglás |          |          |          |             |             |             |          |          |          | 1:20:41       | 5.            |
| Mihail Scsennyikov                                                | 20 km gyaloglás |          |          |          |             |             |             |          |          |          | 1:21:09       | 7.            |
| Mihail Scsennyikov                                                | 50 km gyaloglás |          |          |          |             |             |             |          |          |          | 3:43:46       |               |
| Nyikolaj Matyuhin                                                 | 50 km gyaloglás |          |          |          |             |             |             |          |          |          | 4:01:49       | 25.           |
| Andrej Plotnyikov                                                 | 50 km gyaloglás |          |          |          |             |             |             |          |          |          | nem ért célba | nem ért célba |

| Versenyző                | Versenyszám   | Selejtező | Selejtező | Döntő    | Döntő    |
| Versenyző                | Versenyszám   | Eredmény  | Helyezés  | Eredmény | Helyezés |
| ------------------------ | ------------- | --------- | --------- | -------- | -------- |
| Igor Trangyenkov         | Rúdugrás      | 570 cm    | 7.        | 592 cm   |          |
| Pjotr Bocskarjov         | Rúdugrás      | 570 cm    | 1.***     | 586 cm   | 5.       |
| Viktor Csisztyakov       | Rúdugrás      | 560 cm    | 17.       | kiesett  | kiesett  |
| Jurij Naumkin            | Távolugrás    | 821 cm    | 3.        | 796 cm   | 10.      |
| Andrej Ignatov           | Távolugrás    | 800 cm    | 12.*      | 783 cm   | 11.      |
| Alekszej Petruhanov      | Távolugrás    | 750 cm    | 35.       | kiesett  | kiesett  |
| Viktor Szotnyikov        | Hármasugrás   | 16,86 m   | 9.        | 16,84 m  | 9.       |
| Vaszilij Szokov          | Hármasugrás   | 16,68 m   | 16.       | kiesett  | kiesett  |
| Igor Szautkin            | Hármasugrás   | 16,06 m   | 32.       | kiesett  | kiesett  |
| Jevgenyij Palcsikov      | Súlylökés     | 18,96 m   | 20.       | kiesett  | kiesett  |
| Alekszej Sidlovszkij     | Súlylökés     | 18,37 m   | 26.       | kiesett  | kiesett  |
| Szergej Ljahov           | Diszkoszvetés | 62,42 m   | 9.        | 60,62 m  | 11.      |
| Alekszandr Boricsevszkij | Diszkoszvetés | 56,46 m   | 31.       | kiesett  | kiesett  |
| Ilja Konovalov           | Kalapácsvetés | 75,10 m   | 11.*      | 78,72 m  | 6.       |
| Vaszilij Szidorenko      | Kalapácsvetés | 76,64 m   | 8.        | 74,68 m  | 12.      |
| Vagyim Herszoncev        | Kalapácsvetés | 74,48 m   | 15.       | kiesett  | kiesett  |
| Szergej Makarov          | Gerelyhajítás | 85,88 m   | 3.        | 85,30 m  | 6.       |
| Vlagyimir Ovcsinnyikov   | Gerelyhajítás | 78,20 m   | 16.       | kiesett  | kiesett  |
| Andrej Morujev           | Gerelyhajítás | 77,20 m   | 22.       | kiesett  | kiesett  |

| Versenyző           | Versenyszám | 100 m | 100 m | Távolugrás | Távolugrás | Súlylökés | Súlylökés | Magasugrás | Magasugrás | 400 m | 400 m | 110 m gát | 110 m gát | Diszkoszvetés | Diszkoszvetés | Rúdugrás                 | Rúdugrás                 | Gerelyhajítás | Gerelyhajítás | 1500 m  | 1500 m | Végeredmény | Végeredmény |
| Versenyző           | Versenyszám | Idő   | Pont  | Eredmény   | Pont       | Eredmény  | Pont      | Eredmény   | Pont       | Idő   | Pont  | Idő       | Pont      | Eredmény      | Pont          | Eredmény                 | Pont                     | Eredmény      | Pont          | Idő     | Pont   | Pont        | Helyezés    |
| ------------------- | ----------- | ----- | ----- | ---------- | ---------- | --------- | --------- | ---------- | ---------- | ----- | ----- | --------- | --------- | ------------- | ------------- | ------------------------ | ------------------------ | ------------- | ------------- | ------- | ------ | ----------- | ----------- |
| Nyikolaj Afanaszjev | Tízpróba    | 11,44 | 765   | 674 cm     | 753        | 13,38 m   | 690       | 198 cm     | 785        | 50,83 | 777   | 14,79     | 875       | 43,08 m       | 727           | érvényes kísérlet nélkül | érvényes kísérlet nélkül | 55,12 m       | 665           | 4:41,00 | 674    | 6711        | 31.         |

Női
| Versenyző                                                                     | Versenyszám     | Előfutam | Előfutam | Előfutam | Negyeddöntő | Negyeddöntő | Negyeddöntő | Elődöntő | Elődöntő | Elődöntő | Döntő         | Döntő         |
| Versenyző                                                                     | Versenyszám     | Idő      | Hely.    | Össz.    | Idő         | Hely.       | Össz.       | Idő      | Hely.    | Össz.    | Idő           | Helyezés      |
| ----------------------------------------------------------------------------- | --------------- | -------- | -------- | -------- | ----------- | ----------- | ----------- | -------- | -------- | -------- | ------------- | ------------- |
| Marina Trangyenkova                                                           | 100 m           | 11,20    | 1.       | 2.       | 11,15       | 2.          | 2.          | 11,07    | 3.       | 3.       | 11,06         | 4.            |
| Natalja Voronova                                                              | 100 m           | 11,22    | 2.       | 10.      | 11,17       | 3.          | 7.          | 11,07    | 3.       | 6.**     | 11,10         | 6.            |
| Irina Privalova                                                               | 100 m           | 11,42    | 3.       | 26.*     | 11,40       | 4.          | 18.         | 11,31    | 7.       | 14.      | kiesett       | kiesett       |
| Irina Privalova                                                               | 200 m           | 23,16    | 2.       | 20.      | 22,82       | 3.          | 11.         | kiesett  | kiesett  | kiesett  | kiesett       | kiesett       |
| Galina Malcsugina                                                             | 200 m           | 22,63    | 1.       | 4.*      | 22,69       | 2.          | 8.          | 22,35    | 2.       | 6.       | 22,45         | 5.            |
| Szvetlana Goncsarenko                                                         | 400 m           | 51,07    | 2.       | 2.       | 51,35       | 4.          | 15.         | 50,84    | 5.       | 9.       | kiesett       | kiesett       |
| Olga Kotljarova                                                               | 400 m           | 51,90    | 4.       | 14.      | 51,36       | 6.          | 16.         | kiesett  | kiesett  | kiesett  | kiesett       | kiesett       |
| Yelena Afanaszjeva                                                            | 800 m           | 1:59,18  | 2.       | 4.       |             |             |             | 1:57,77  | 2.       | 2.       | 1:59,57       | 5.            |
| Ljubov Cjoma                                                                  | 800 m           | 2:00,18  | 5.       | 15.      |             |             |             | 2:02,50  | 8.       | 15.      | kiesett       | kiesett       |
| Szvetlana Masztyerkova                                                        | 800 m           | 1:59,67  | 1.       | 10.      |             |             |             | 1:57,95  | 1.       | 4.       | 1:57,73       |               |
| Szvetlana Masztyerkova                                                        | 1500 m          | 4:09,88  | 2.       | 10.      |             |             |             | 4:10,35  | 3.       | 11.      | 4:00,83       |               |
| Ljudmila Boriszova                                                            | 1500 m          | 4:13,29  | 1.       | 17.      |             |             |             | 4:06,89  | 6.       | 6.       | 4:05,90       | 7.            |
| Ljudmila Rogacsova                                                            | 1500 m          | 4:07,61  | 6.       | 6.       |             |             |             | 4:14,54  | 11.      | 20.      | kiesett       | kiesett       |
| Jelena Romanova                                                               | 5000 m          | 15:23,37 | 4.       | 11.      |             |             |             |          |          |          | 15:14,09      | 6.            |
| Ljudmila Petrova                                                              | 10 000 m        | 31:58,84 | 9.       | 28.      |             |             |             |          |          |          | 32:25,89      | 14.           |
| Klara Kasapova                                                                | 10 000 m        | 33:28,34 | 12.      | 12.      |             |             |             |          |          |          | kiesett       | kiesett       |
| Firaja Szultanova                                                             | 10 000 m        | 32:40,91 | 14.      | 33.      |             |             |             |          |          |          | kiesett       | kiesett       |
| Valentyina Jegorova                                                           | Maraton         |          |          |          |             |             |             |          |          |          | 2:28:05       |               |
| Ramilja Burangulova                                                           | Maraton         |          |          |          |             |             |             |          |          |          | 2:38:04       | 35.           |
| Alla Zsiljajeva                                                               | Maraton         |          |          |          |             |             |             |          |          |          | nem ért célba | nem ért célba |
| Natalja Sehodanova                                                            | 100 m gát       | kizárták | kizárták | kizárták | kizárták    | kizárták    | kizárták    | kizárták | kizárták | kizárták | kizárták      | kizárták      |
| Julija Graudiny                                                               | 100 m gát       | 12,95    | 3.       | 16.      | 12,77       | 3.          | 7.          | 12,74    | 6.       | 8.       | kiesett       | kiesett       |
| Tatyjana Resetnyikova                                                         | 100 m gát       | 13,01    | 5.       | 19.      | 13,01       | 6.          | 20.         | kiesett  | kiesett  | kiesett  | kiesett       | kiesett       |
| Anna Knoroz                                                                   | 400 m gát       | 56,21    | 4.       | 19.*     |             |             |             | kiesett  | kiesett  | kiesett  | kiesett       | kiesett       |
| Jekatyerina Lescsova Galina Malcsugina Natalja Voronova Irina Privalova       | 4 × 100 m váltó | 43,00    | 1.       | 2.       |             |             |             |          |          |          | 42,27         | 4.            |
| Tatyjana Csebikina Szvetlana Goncsarenko Jekatyerina Kulikova Olga Kotljarova | 4 × 400 m váltó | 3:24,86  | 3.       | 12.      |             |             |             |          |          |          | 3:22,22       | 5.            |
| Jelena Nyikolajeva                                                            | 10 km gyaloglás |          |          |          |             |             |             |          |          |          | 41:49         |               |
| Jelena Gruzinova                                                              | 10 km gyaloglás |          |          |          |             |             |             |          |          |          | 43:50         | 10.           |
| Irina Sztankina                                                               | 10 km gyaloglás |          |          |          |             |             |             |          |          |          | kizárták      | kizárták      |

| Versenyző             | Versenyszám   | Selejtező             | Selejtező             | Döntő    | Döntő    |
| Versenyző             | Versenyszám   | Eredmény              | Helyezés              | Eredmény | Helyezés |
| --------------------- | ------------- | --------------------- | --------------------- | -------- | -------- |
| Jelena Guljajeva      | Magasugrás    | 193 cm                | 1.                    | 199 cm   | 4.       |
| Tatyjana Motkova      | Magasugrás    | 193 cm                | 1.                    | 196 cm   | 5.**     |
| Julija Ljahova        | Magasugrás    | 185 cm                | 20.***                | kiesett  | kiesett  |
| Olga Rubleva          | Távolugrás    | 647 cm                | 18.                   | kiesett  | kiesett  |
| Jelena Szincsukova    | Távolugrás    | 631 cm                | 24.                   | kiesett  | kiesett  |
| Ljudmila Galkina      | Távolugrás    | érvényes ugrás nélkül | érvényes ugrás nélkül | kiesett  | kiesett  |
| Inna Laszovszkaja     | Hármasugrás   | 14,75 m               | 1.                    | 14,98 m  |          |
| Anna Birjukova        | Hármasugrás   | 14,19 m               | 12.                   | kiesett  | kiesett  |
| Natalja Kajukova      | Hármasugrás   | 13,54 m               | 20.                   | kiesett  | kiesett  |
| Irina Hudoroskina     | Súlylökés     | 19,03 m               | 7.                    | 19,35 m  |          |
| Irina Korzsanyenko    | Súlylökés     | 18,92 m               | 9.                    | 18,68 m  | 8.       |
| Szvetlana Kriveljova  | Súlylökés     | 18,23 m               | 15.                   | kiesett  | kiesett  |
| Natalja Szadova       | Diszkoszvetés | 62,28 m               | 9.                    | 66,48 m  |          |
| Olga Csernyavszkaja   | Diszkoszvetés | 63,02 m               | 5.                    | 64,70 m  | 6.       |
| Valentyina Ivanova    | Diszkoszvetés | 58,38 m               | 24.                   | kiesett  | kiesett  |
| Okszana Ovcsinnyikova | Gerelyhajítás | 57,28 m               | 20.                   | kiesett  | kiesett  |

| Versenyző           | Versenyszám | 100 m gát | 100 m gát | Magasugrás | Magasugrás | Súlylökés | Súlylökés | 200 m | 200 m | Távolugrás | Távolugrás | Gerelyhajítás | Gerelyhajítás | 800 m   | 800 m | Végeredmény | Végeredmény |
| Versenyző           | Versenyszám | Idő       | Pont      | Eredmény   | Pont       | Eredmény  | Pont      | Idő   | Pont  | Eredmény   | Pont       | Eredmény      | Pont          | Idő     | Pont  | Pont        | Helyezés    |
| ------------------- | ----------- | --------- | --------- | ---------- | ---------- | --------- | --------- | ----- | ----- | ---------- | ---------- | ------------- | ------------- | ------- | ----- | ----------- | ----------- |
| Szvetlana Moszkalec | Hétpróba    | 13,70     | 1021      | 180 cm     | 978        | 14,23 m   | 809       | 25,04 | 883   | 656 cm     | 1027       | 42,64 m       | 718           | 2:30,89 | 682   | 6118        | 14.         |
| Jelena Lebegyenko   | Hétpróba    | 13,70     | 1021      | 177 cm     | 941        | 13,72 m   | 775       | 24,67 | 917   | 633 cm     | 953        | 45,02 m       | 764           | 2:28,58 | 711   | 6082        | 17.         |
| Irina Tyuhaj        | Hétpróba    | 13,90     | 993       | 177 cm     | 941        | 14,16 m   | 805       | 24,98 | 889   | 607 cm     | 871        | 40,08 m       | 669           | 2:26,69 | 735   | 5903        | 19.         |

* - egy másik versenyzővel azonos eredményt ért el

** - két másik versenyzővel azonos eredményt ért el

*** - három másik versenyzővel azonos eredményt ért el

***** - öt másik versenyzővel azonos eredményt ért el

## Birkózás
Kötöttfogású
| Versenyző              | Versenyszám | 32-es főtábla                               | Nyolcaddöntő                          | Negyeddöntő                | Elődöntő                          | Vigaszág 2. kör                       | Vigaszág 3. kör                               | Vigaszág 4. kör               | Vigaszág 5. kör            | Vigaszág 6. kör               | Bronz- mérkőzés                                         | Döntő                     | Helyezés |
| Versenyző              | Versenyszám | Ellenfél Eredmény                           | Ellenfél Eredmény                     | Ellenfél Eredmény          | Ellenfél Eredmény                 | Ellenfél Eredmény                     | Ellenfél Eredmény                             | Ellenfél Eredmény             | Ellenfél Eredmény          | Ellenfél Eredmény             | Ellenfél Eredmény                                       | Ellenfél Eredmény         | Helyezés |
| ---------------------- | ----------- | ------------------------------------------- | ------------------------------------- | -------------------------- | --------------------------------- | ------------------------------------- | --------------------------------------------- | ----------------------------- | -------------------------- | ----------------------------- | ------------------------------------------------------- | ------------------------- | -------- |
| Zafar Gulijev          | 48 kg       | Kado Hirosi (JPN) · 3–2                     | Sim Gvonho (Sim Gwon-Ho) (KOR) · 1–2  |                            |                                   |                                       | Mujaahid Maynard (USA) · 6–0                  | Bayram Özdemir (TUR) · 7–0    | erőnyerő                   | Gela P'ap'ashvili (GEO) · 6–0 | Kang Jonggjun (PRK) · 4–0                               |                           |          |
| Szamvel Danyijeljan    | 52 kg       | Shamsiddin Khudoyberdiyev (UZB) · 11–4      | Dariusz Jabłoński (POL) · 8–0         | Armen Nazarjan (ARM) · 0–3 |                                   |                                       |                                               | Nurim Gyuszenov (KAZ) · 11–0  | erőnyerő                   | Lázaro Rivas (CUB) · 9–8      | Andrij Kalasnikov (UKR) · 1–4                           |                           | 4.       |
| Alekszandr Ignatyenko  | 57 kg       | Jurij Melnyicsenko (KAZ) · 0–11             |                                       |                            |                                   | Szarkisz Elngian (GRE) · 2–3          | kiesett                                       | kiesett                       | kiesett                    | kiesett                       | kiesett                                                 |                           | 19.      |
| Szergej Martinov       | 62 kg       | Cshö Szangszon (Choi Sang-Seon) (KOR) · 3–0 | Juan Luis Marén (CUB) · 4–5           |                            |                                   |                                       | David Zuniga (USA) · 6–6                      | K'oba Guliashvili (GEO) · 2–7 |                            |                               | A 7. helyért · Mhitar Manoukjan (ARM) · mérkőzés nélkül |                           | 8.       |
| Alekszandr Tretyjakov  | 68 kg       | Ghani Yalouz (FRA) · 0–8                    |                                       |                            |                                   | Anders Magnusson (SWE) · 9–2          | Rusztam Adzsi (UKR) · 3–1                     | Szamvel Manoukjan (ARM) · 5–0 | Valeri Nikitin (EST) · 4–0 | Grigory Pulyayev (UZB) · 6–0  | Kamandar Madzsidav (BLR) · 4–0                          |                           |          |
| Mnacakan Iszkandarjan  | 74 kg       | Nestor García (VEN) · 10–0                  | Kim Dzsinszu (Kim Jin-Su) (KOR) · 4–0 | erőnyerő                   | Filiberto Azcuy (CUB) · 4–5       |                                       |                                               |                               |                            | Erik Hahn (GER) · 5–8         | Az 5. helyért · Artur Dzihazov (UKR) · 0–0              |                           | 5.       |
| Szergej Cvir           | 82 kg       | Farkas Péter (HUN) · 3–0                    | Thomas Zander (GER) · 0–4             |                            |                                   |                                       | Pak Mjongszok (Park Myeong-Seok) (KOR) · 11–0 | Valerij Cilenyc (BLR) · 0–10  | kiesett                    | kiesett                       | kiesett                                                 |                           | 10.      |
| Gogi Koguasvili        | 90 kg       | Hakkı Başar (TUR) · 1–6                     |                                       |                            |                                   | Om Dzsinhan (Eom Jin-han) (KOR) · 4–0 | Gelénesi Nándor (HUN) · 1–2                   | kiesett                       | kiesett                    | kiesett                       | kiesett                                                 |                           | 13.      |
| Tejmuraz Egyiserasvili | 100 kg      | Emilio Suárez (VEN) · 6–0                   | Heorhij Szoldadze (UKR) · 3–6         |                            |                                   |                                       | Jason Gleasman (USA) · 4–1                    | Stipe Damjanović (CRO) · 5–0  | Todor Manov (BUL) · 3–1    | Héctor Milián (CUB) · 1–0     | Mikael Ljungberg (SWE) · 0–3                            |                           | 4.       |
| Alekszandr Karelin     | 130 kg      | Omrane Ayari (TUN) · 10–0                   | Serghei Mureico (MDA) · 2–0           | Juha Ahokas (FIN) · 4–0    | Panajótisz Pikilídisz (GRE) · 8–0 |                                       |                                               |                               |                            |                               |                                                         | Matt Ghaffari (USA) · 1–0 |          |

Szabadfogású
| Versenyző             | Versenyszám | 32-es főtábla                      | Nyolcaddöntő                  | Negyeddöntő                | Elődöntő                             | Vigaszág 2. kör          | Vigaszág 3. kör                  | Vigaszág 4. kör                 | Vigaszág 5. kör                  | Vigaszág 6. kör                           | Bronz- mérkőzés                                | Döntő                                     | Helyezés |
| Versenyző             | Versenyszám | Ellenfél Eredmény                  | Ellenfél Eredmény             | Ellenfél Eredmény          | Ellenfél Eredmény                    | Ellenfél Eredmény        | Ellenfél Eredmény                | Ellenfél Eredmény               | Ellenfél Eredmény                | Ellenfél Eredmény                         | Ellenfél Eredmény                              | Ellenfél Eredmény                         | Helyezés |
| --------------------- | ----------- | ---------------------------------- | ----------------------------- | -------------------------- | ------------------------------------ | ------------------------ | -------------------------------- | ------------------------------- | -------------------------------- | ----------------------------------------- | ---------------------------------------------- | ----------------------------------------- | -------- |
| Vugar Orudzsov        | 48 kg       | Viktor Jeftenyi (UKR) · 4–6        |                               |                            |                                      | Paul Ragusa (CAN) · 12–0 | Filiberto Fernández (MEX) · 10–0 | Rob Eiter (USA) · 10–4          | Gheorghe Corduneanu (ROU) · 10–0 | Csong Szunvon (Jeong Sun-Won) (KOR) · 5–1 | Alexis Vila (CUB) · 2–5                        |                                           | 4.       |
| Csecsen-Ool Mongus    | 52 kg       | Constantin Corduneanu (ROU) · 11–4 | Valentin Jordanov (BUL) · 2–4 |                            |                                      |                          | Volodimir Tohuzov (UKR) · 2–1    | Adkhamdzhon Akhilov (UZB) · 4–0 | erőnyerő                         | Gholam Reza Mohammadi (IRI) · 3–1         | Maulen Mamirov (KAZ) · 2–3                     |                                           | 4.       |
| Bagautgyin Umahanov   | 57 kg       | Michele Liuzzi (ITA) · 4–0         | Gia Sissaouri (CAN) · 1–1     |                            |                                      |                          | Artur Fjodorov (KAZ) · 5–2       | Mohammad Talaei (IRI) · 0–1     | kiesett                          | kiesett                                   | kiesett                                        |                                           | 11.      |
| Magomed Azizov        | 62 kg       | Vath Chamroeun (CAM) · 10–0        | Jürgen Scheibe (GER) · 8–2    | erőnyerő                   | Tom Brands (USA) · 1–4               |                          |                                  |                                 |                                  | Vada Takahiro (JPN) · 0–10                | Az 5. helyért · Giovanni Schillaci (ITA) · 0–0 |                                           | 5.       |
| Vagyim Bogijev        | 68 kg       | erőnyerő                           | Arsen Fadzayev (UZB) · 3–1    | Zaza Zazirov (UKR) · 6–4   | Hvang Cshangho (KOR) · 3–2           |                          |                                  |                                 |                                  |                                           |                                                | Townsend Saunders (USA) · 1–1             |          |
| Buvajszar Szajtyijev  | 74 kg       | Eisa Momeni (IRI) · 8–0            | Alexander Leipold (GER) · 3–1 | erőnyerő                   | Kenny Monday (USA) · 6–1             |                          |                                  |                                 |                                  |                                           |                                                | Pak Csangszun (Park Jang-Sun) (KOR) · 5–0 |          |
| Hadzsimurat Magomedov | 82 kg       | Alioune Diouf (SEN) · 3–0          | Ariel Ramos (CUB) · 7–4       | erőnyerő                   | Amir Reza Khadem Azgadhi (IRI) · 4–0 |                          |                                  |                                 |                                  |                                           |                                                | Jang Hjongmo (Yang Hyeong-Mo) (KOR) · 2–1 |          |
| Maharbek Hadarcev     | 90 kg       | Bashir Bhola Bhala (PAK) · 10–0    | erőnyerő                      | Melvin Douglas (USA) · 4–1 | Jozef Lohyňa (SVK) · 7–1             |                          |                                  |                                 |                                  |                                           |                                                | Rasoul Khadem Azgadhi (IRI) · 0–3         |          |
| Leri Habelovi         | 100 kg      | Zaza T'qeshelashvili (GEO) · 2–0   | Abbas Jadidi (IRI) · 0–4      |                            |                                      |                          | Oleg Ladik (CAN) · 0–0           | kiesett                         | kiesett                          | kiesett                                   | kiesett                                        |                                           | 14.      |
| Andrej Sumilin        | 130 kg      | Igor Klimov (KAZ) · 4–1            | Bruce Baumgartner (USA) · 6–1 | erőnyerő                   | Mahmut Demir (TUR) · 0–1             |                          |                                  |                                 |                                  | Alekszandr Kovalevszkij (KGZ) · 3–0       | Bruce Baumgartner (USA) · 1–1                  |                                           | 4.       |

## Cselgáncs
Férfi
| Versenyző                | Versenyszám  | Selejtező                | 32-es főtábla                     | Nyolcaddöntő                      | Negyeddöntő             | Elődöntő          | Vigaszág első kör                  | Vigaszág negyeddöntő              | Vigaszág elődöntő         | Bronz- mérkőzés             | Döntő             | Helyezés |
| Versenyző                | Versenyszám  | Ellenfél Eredmény        | Ellenfél Eredmény                 | Ellenfél Eredmény                 | Ellenfél Eredmény       | Ellenfél Eredmény | Ellenfél Eredmény                  | Ellenfél Eredmény                 | Ellenfél Eredmény         | Ellenfél Eredmény           | Ellenfél Eredmény | Helyezés |
| ------------------------ | ------------ | ------------------------ | --------------------------------- | --------------------------------- | ----------------------- | ----------------- | ---------------------------------- | --------------------------------- | ------------------------- | --------------------------- | ----------------- | -------- |
| Nyikolaj Ozsegin         | Légsúly      | erőnyerő                 | Makrem Ayed (TUN) · GY            | Nomura Tadahiro (JPN) · V         |                         |                   | Leonardo Carcamo (HON) · GY        | Amar Meridja (ALG) · GY           | Nigel Donohue (GBR) · GY  | Richard Trautmann (GER) · V |                   | 5.       |
| Iszlam Macijev           | Harmatsúly   | erőnyerő                 | Nakamura Jukimasza (JPN) · V      |                                   |                         |                   | Pürevdorjiin Nyamlkhagva (MGL) · V | kiesett                           | kiesett                   | kiesett                     |                   | 13.      |
| Szergej Kolesznyikov     | Könnyűsúly   | Danny Kingston (GBR) · V | kiesett                           | kiesett                           | kiesett                 | kiesett           |                                    |                                   |                           |                             |                   | 33.      |
| Konsztantyin Szavcsiskin | Váltósúly    | erőnyerő                 | Djamel Bouras (FRA) · V           |                                   |                         |                   | Yuan Chao (CHN) · GY               | Gastón García (ARG) · V           | kiesett                   | kiesett                     |                   | 9.       |
| Oleg Malcev              | Középsúly    | erőnyerő                 | SEL!Ao Tegen (CHN) · GY           | Armen Bagdasarov (UZB) · V        |                         |                   | Somoza Celestin (HAI) · GY         | Algimantas Merkevičius (LTU) · GY | Josida Hidehiko (JPN) · V | kiesett                     |                   | 7.       |
| Dmitrij Szergejev        | Félnehézsúly | erőnyerő                 | Dmitry Solovyov (UZB) · GY        | Kim Minszu (Kim Min-su) (KOR) · V |                         |                   | Vernharð Þorleifsson (ISL) · GY    | Ben Sonnemans (NED) · V           | kiesett                   | kiesett                     |                   | 9.       |
| Szergej Koszorotov       | Nehézsúly    | erőnyerő                 | José Augusto Geraldino (DOM) · GY | Frederico Flexa (BRA) · GY        | Liu Shenggang (CHN) · V |                   |                                    | Alexandru Lungu (ROU) · GY        | Frank Möller (GER) · V    | kiesett                     |                   | 7.       |

Női
| Versenyző             | Versenyszám  | Selejtező                   | Nyolcaddöntő                 | Negyeddöntő            | Elődöntő             | Vigaszág első kör                  | Vigaszág negyeddöntő      | Vigaszág elődöntő            | Bronz- mérkőzés           | Döntő             | Helyezés |
| Versenyző             | Versenyszám  | Ellenfél Eredmény           | Ellenfél Eredmény            | Ellenfél Eredmény      | Ellenfél Eredmény    | Ellenfél Eredmény                  | Ellenfél Eredmény         | Ellenfél Eredmény            | Ellenfél Eredmény         | Ellenfél Eredmény | Helyezés |
| --------------------- | ------------ | --------------------------- | ---------------------------- | ---------------------- | -------------------- | ---------------------------------- | ------------------------- | ---------------------------- | ------------------------- | ----------------- | -------- |
| Marina Kovrigina      | Harmatsúly   | Isabelle Schmutz (SUI) · GY | Almudena Muñoz (ESP) · V     | kiesett                | kiesett              |                                    |                           |                              |                           |                   | 14.      |
| Zulfija Garipova      | Könnyűsúly   | Liu Chuang (CHN) · V        |                              |                        |                      | Corinna West (USA) · GY            | Huang Ai-Chun (TPE) · GY  | Nicola Fairbrother (GBR) · V | kiesett                   |                   | 7.       |
| Tatyjana Bogomjagkova | Váltósúly    | Emoto Júko (JPN) · V        |                              |                        |                      | Cathérine Fleury-Vachon (FRA) · GY | Yael Arad (ISR) · V       | kiesett                      | kiesett                   |                   | 9.       |
| Jelena Kotyelnyikova  | Középsúly    | erőnyerő                    | Mariela Spacek (AUT) · V     | kiesett                | kiesett              |                                    |                           |                              |                           |                   | 14.      |
| Szvetlana Galante     | Félnehézsúly | erőnyerő                    | Ulla Werbrouck (BEL) · V     |                        |                      | erőnyerő                           | Cristina Curto (ESP) · GY | Ylenia Scapin (ITA) · V      | kiesett                   |                   | 7.       |
| Szvetlana Gundarenko  | Nehézsúly    | erőnyerő                    | Edinanci da Silva (BRA) · GY | Gránitz Éva (HUN) · GY | Sun Fuming (CHN) · V |                                    |                           |                              | Christine Cicot (FRA) · V |                   | 5.       |

## Evezés
Férfi
| Versenyző | Versenyszám                          | Előfutam | Előfutam | Vigaszág | Vigaszág | Elődöntő | Elődöntő | Elődöntő | Döntő | Döntő   | Döntő | Helyezés |
| Versenyző | Versenyszám                          | Idő      | Hely.    | Idő      | Hely.    | Típus    | Idő      | Hely.    | Típus | Idő     | Hely. | Helyezés |
| --- | ------------------------------------ | -------- | -------- | -------- | -------- | -------- | -------- | -------- | ----- | ------- | ----- | -------- |
| Anton Szema | Egypárevezős                         | 7:49,44  | 5.       | 8:46,71  | 4.       | C/D      | 7:28,44  | 3.       | C     | 7:44,93 | 4.    | 16.      |
| Igor Kravcov Nyikolaj Szpinyov Georgij Nikityin Vlagyimir Szokolov                                                                                                 | Négypárevezős                        | 6:10,62  | 3.       | erőnyerő | erőnyerő | A/B      | 5:59,91  | 4.       | B     | 5:54,98 | 2.    | 8.       |
| Anton Csermasencev Andrej Gluhov Dmitrij Rozinkevics Vlagyimir Vologyenkov Nyikolaj Akszjonov Roman Moncsenko Pavel Melnyikov Szergej Matvejev Alekszandr Lukjanov | Nyolcas                              | 5:48,63  | 3.       | 5:32,98  | 2.       |          |          |          | A     | 5:45,77 | 3.    |          |
| Vlagyimir Mityusov Alekszandr Usztyinov Andrej Sevel Dmitrij Kartasov                                                                                              | Könnyűsúlyú kormányos nélküli négyes | 6:26,39  | 3.       | 6:00,03  | 4.       |          |          |          | C     | 6:23,59 | 1.    | 13.      |

Női
| Versenyző                                                         | Versenyszám              | Előfutam | Előfutam | Vigaszág | Vigaszág | Elődöntő | Elődöntő | Elődöntő | Döntő | Döntő    | Döntő    | Helyezés |
| Versenyző                                                         | Versenyszám              | Idő      | Hely.    | Idő      | Hely.    | Típus    | Idő      | Hely.    | Típus | Idő      | Hely.    | Helyezés |
| ----------------------------------------------------------------- | ------------------------ | -------- | -------- | -------- | -------- | -------- | -------- | -------- | ----- | -------- | -------- | -------- |
| Albina Ligacsova Vera Pocsitajeva                                 | Kormányos nélküli kettes | 7:42,76  | 2.       | erőnyerő | erőnyerő | A/B      | 7:36,37  | 3.       | A     | kizárták | kizárták | 6.       |
| Irina Fedotova Okszana Dorodnova Larisza Merk Margarita Bogdanova | Négypárevezős            | 6:37,59  | 2.       |          |          |          |          |          | B     | 6:24,10  | 1.       | 7.       |

## Íjászat
Férfi
| Versenyző                                            | Versenyszám | Selejtező | Selejtező | 64-es főtábla                     | 32-es főtábla                          | Nyolcaddöntő                                                                         | Negyeddöntő       | Elődöntő          | Döntő             | Helyezés |
| Versenyző                                            | Versenyszám | Pont      | Kiemelt   | Ellenfél Eredmény                 | Ellenfél Eredmény                      | Ellenfél Eredmény                                                                    | Ellenfél Eredmény | Ellenfél Eredmény | Ellenfél Eredmény | Helyezés |
| ---------------------------------------------------- | ----------- | --------- | --------- | --------------------------------- | -------------------------------------- | ------------------------------------------------------------------------------------ | ----------------- | ----------------- | ----------------- | -------- |
| Balzsinyima Cirempilov                               | Egyéni      | 675       | 6.        | Vitalij Sin (KAZ) (59.) · 164–163 | Tomi Poikolainen (FIN) (38.) · 163–164 | kiesett                                                                              | kiesett           | kiesett           | kiesett           | 18.      |
| Andrej Podlazov                                      | Egyéni      | 640       | 51.       | Tang Hua (CHN) (14.) · 154–157    | kiesett                                | kiesett                                                                              | kiesett           | kiesett           | kiesett           | 50.      |
| Bair Bagyonov                                        | Egyéni      | 635       | 53.       | Rod White (USA) (12.) · 152–161   | kiesett                                | kiesett                                                                              | kiesett           | kiesett           | kiesett           | 53.      |
| Bair Bagyonov Andrej Podlazov Balzsinyima Cirempilov | Csapat      | 640       | 9.        |                                   |                                        | Szlovénia (SLO) · Peter Koprivnikar · Matevž Krumpeštar · Samo Medved (5.) · 241–242 | kiesett           | kiesett           | kiesett           | 11.      |

Női
| Versenyző                                                       | Versenyszám | Selejtező | Selejtező | 64-es főtábla                         | 32-es főtábla                      | Nyolcaddöntő                                                                                                 | Negyeddöntő       | Elődöntő          | Döntő             | Helyezés |
| Versenyző                                                       | Versenyszám | Pont      | Kiemelt   | Ellenfél Eredmény                     | Ellenfél Eredmény                  | Ellenfél Eredmény                                                                                            | Ellenfél Eredmény | Ellenfél Eredmény | Ellenfél Eredmény | Helyezés |
| --------------------------------------------------------------- | ----------- | --------- | --------- | ------------------------------------- | ---------------------------------- | --- | ----------------- | ----------------- | ----------------- | -------- |
| Margarita Galinovszkaja                                         | Egyéni      | 644       | 20.       | Jargalyn Otgon (MGL) (45.) · 150–150  | Kodama Kinue (JPN) (52.) · 155–151 | Kim Dzsoszun (Kim Jo-Sun) (KOR) (4.) · 157–164                                                               | kiesett           | kiesett           | kiesett           | 14.      |
| Mahluhanum Murzajeva                                            | Egyéni      | 650       | 13.       | Kodama Kinue (JPN) (52.) · 147–159    | kiesett                            | kiesett | kiesett           | kiesett           | kiesett           | 50.      |
| Jelena Tutacsikova                                              | Egyéni      | 641       | 23.       | Barbara Mensing (GER) (42.) · 145–150 | kiesett                            | kiesett | kiesett           | kiesett           | kiesett           | 53.      |
| Margarita Galinovszkaja Mahluhanum Murzajeva Jelena Tutacsikova | Csapat      | 644       | 5.        |                                       |                                    | Lengyelország (POL) · Iwona Dzięcioł-Marcinkiewicz · Katarzyna Klata · Joanna Nowicka-Kwaśna (12.) · 229–233 | kiesett           | kiesett           | kiesett           | 10.      |

## Kajak-kenu

### Síkvízi
Férfi
| Versenyző                                                           | Versenyszám         | Előfutam | Előfutam | Előfutam | Vigaszág | Vigaszág | Vigaszág | Elődöntő | Elődöntő | Elődöntő | Döntő    | Döntő    |
| Versenyző                                                           | Versenyszám         | Idő      | Hely.    | Össz.    | Idő      | Hely.    | Össz.    | Idő      | Hely.    | Össz.    | Idő      | Helyezés |
| ------------------------------------------------------------------- | ------------------- | -------- | -------- | -------- | -------- | -------- | -------- | -------- | -------- | -------- | -------- | -------- |
| Szergej Verlin                                                      | Kajak egyes 500 m   | 1:45,228 | 6.       | 17.      | 1:43,359 | 4.       | 5.       | 1:41,791 | 5.       | 11.      | kiesett  | kiesett  |
| Oleg Gorobij Anatolij Tyiscsenko                                    | Kajak kettes 500 m  | 1:31,589 | 3.       | 4.       | erőnyerő | erőnyerő | erőnyerő | 1:30,031 | 2.       | 4.       | 1:29,677 | 4.       |
| Alekszandr Ivanyik Andrej Tyisszin                                  | Kajak kettes 1000 m | 3:46,558 | 6.       | 14.      | 3:35,200 | 3.       | 5.       | 3:22,306 | 7.       | 14.      | kiesett  | kiesett  |
| Szergej Verlin Oleg Gorobij Anatolij Tyiscsenko Georgij Cibulnyikov | Kajak négyes 1000 m | 3:11,128 | 2.       | 4.       |          |          |          | erőnyerő | erőnyerő | erőnyerő | 2:53,996 |          |
| Andrej Kabanov Pavel Konovalov                                      | Kenu kettes 500 m   | 1:46,307 | 3.       | 8.       | erőnyerő | erőnyerő | erőnyerő | 1:43,141 | 4.       | 5.       | 1:42,496 | 6.       |

Női
| Versenyző                                                             | Versenyszám        | Előfutam | Előfutam | Előfutam | Vigaszág | Vigaszág | Vigaszág | Elődöntő | Elődöntő | Elődöntő | Döntő    | Döntő    |
| Versenyző                                                             | Versenyszám        | Idő      | Hely.    | Össz.    | Idő      | Hely.    | Össz.    | Idő      | Hely.    | Össz.    | Idő      | Helyezés |
| --------------------------------------------------------------------- | ------------------ | -------- | -------- | -------- | -------- | -------- | -------- | -------- | -------- | -------- | -------- | -------- |
| Larisza Koszorukova Natalja Gulij                                     | Kajak kettes 500 m | 1:47,186 | 4.       | 10.      | 1:52,520 | 1.       | 2.       | 1:45,505 | 4.       | 8.       | 1:43,237 | 8.       |
| Olga Tyiscsenko Tatyjana Tyiscsenko Larisza Koszorukova Natalja Gulij | Kajak négyes 500 m | 1:41,695 | 5.       | 9.       |          |          |          | 1:39,764 | 2.       | 5.       | 1:34,345 | 7.       |

### Szlalom
| Versenyző         | Versenyszám       | Döntő    | Döntő    | Döntő    | Döntő    | Döntő         | Döntő         |
| Versenyző         | Versenyszám       | 1. futam | 1. futam | 2. futam | 2. futam | Jobb eredmény | Jobb eredmény |
| Versenyző         | Versenyszám       | Pont     | Hely.    | Pont     | Hely.    | Pont          | Helyezés      |
| ----------------- | ----------------- | -------- | -------- | -------- | -------- | ------------- | ------------- |
| Anton Lazko       | Férfi kajak egyes | 166,11   | 26.      | 290,56   | 44.      | 166,11        | 35.           |
| Danyila Kuznyecov | Férfi kenu egyes  | 273,36   | 27.      | 226,06   | 24.      | 226,06        | 27.           |

## Kerékpározás

### Hegyi-kerékpározás
| Versenyző         | Versenyszám      | Idő                | Helyezés |
| ----------------- | ---------------- | ------------------ | -------- |
| Alla Jepifanova   | Női terepverseny | 2:01:35 (+0:10:44) | 14.      |
| Nagyezsda Paskova | Női terepverseny | 2:16:36 (+0:25:45) | 27.      |

### Országúti kerékpározás
Férfi
| Versenyző           | Versenyszám   | Idő                | Helyezés |
| ------------------- | ------------- | ------------------ | -------- |
| Dmitrij Konisev     | Mezőnyverseny | 4:56:25 (+2:29)    | 13.      |
| Vaszilij Davigyenko | Mezőnyverseny | 4:56:44 (+2:48)    | 27.      |
| Pavel Tonkov        | Mezőnyverseny | 4:56:46 (+2:50)    | 51.      |
| Pjotr Ugrjumov      | Mezőnyverseny | 4:56:46 (+2:50)    | 58.      |
| Jevgenyij Berzin    | Mezőnyverseny | 4:56:53 (+2:57)    | 103.     |
| Jevgenyij Berzin    | Időfutam      | 1:07:53 (+0:03:48) | 15.      |

Női
| Versenyző              | Versenyszám   | Idő                | Helyezés      |
| ---------------------- | ------------- | ------------------ | ------------- |
| Zulfija Zabirova       | Időfutam      | 0:36:40,00         |               |
| Zulfija Zabirova       | Mezőnyverseny | 2:37:06 (+0:53)    | 6.            |
| Szvetlana Szamohvalova | Mezőnyverseny | nem ért célba      | nem ért célba |
| Szvetlana Bubnyenkova  | Mezőnyverseny | nem ért célba      | nem ért célba |
| Szvetlana Bubnyenkova  | Időfutam      | 0:40:16 (+0:03:36) | 18.           |

### Pálya-kerékpározás
Sprintversenyek
| Versenyző       | Versenyszám | Selejtező | Selejtező | 1. forduló                     | Vigaszág               | Vigaszág | Negyeddöntő                                   | 5–8. helyért                                                          | 5–8. helyért | Elődöntő             | Döntő                | Helyezés |
| Versenyző       | Versenyszám | Idő       | Hely.     | Ellenfél Győztes idő           | Ellenfelek Győztes idő | Hely.    | Ellenfél Győztes idő                          | Ellenfelek Győztes idő                                                | Hely.        | Ellenfél Győztes idő | Ellenfél Győztes idő | Helyezés |
| --------------- | ----------- | --------- | --------- | ------------------------------ | ---------------------- | -------- | --------------------------------------------- | --------------------------------------------------------------------- | ------------ | -------------------- | -------------------- | -------- |
| Okszana Grisina | Női egyéni  | 11,298    | 3.        | Daniela Larreal (VEN) · 12,209 |                        |          | Annett Neumann (GER) · 12,119; 11,864; 12,060 | Erika Salumäe (EST) · Vang Jen (CHN) · Tanya Dubnicoff (CAN) · 12,416 | 1.           |                      |                      | 5.       |

Üldözőversenyek
| Versenyző                                                     | Versenyszám  | Selejtező | Selejtező | Negyeddöntő | Negyeddöntő | Elődöntő | Elődöntő  | Döntő | Döntő     | Helyezés |
| Versenyző                                                     | Versenyszám  | Idő       | Hely.     | Ellenfél Idő | Saját idő   | Ellenfél Idő                                                                                                 | Saját idő | Ellenfél Idő                                                                                                  | Saját idő | Helyezés |
| ------------------------------------------------------------- | ------------ | --------- | --------- | --- | ----------- | --- | --------- | --- | --------- | -------- |
| Alekszej Markov                                               | Férfi egyéni | 4:27,074  | 3.        | Heiko Szonn (GER) · 4:31,583                                                                                                 | 4:24,863    | Philippe Ermenault (FRA) · 4:24,082                                                                          | 4:26,828  | kiesett | kiesett   | 4.       |
| Natalja Karimova                                              | Női egyéni   | 3:45,246  | 10.       | kiesett | kiesett     | kiesett | kiesett   | kiesett | kiesett   | 10.      |
| Eduard Gricun Nyikolaj Kuznyecov Alekszej Markov Anton Santir | Férfi csapat | 4:11,665  | 5.        | Ukrajna (UKR) · Bohdan Bondarev · Olekszandr Fedenko · Andrij Jacenko · Szerhij Matvjejev · Olekszandr Szimonenko · 4:12,794 | 4:08,785    | Ausztrália (AUS) · Brett Aitken · Brad McGee · Stuart O'Grady · Timothy O'Shannessey · Dean Woods · 4:07,570 | 4:06,885  | Franciaország (FRA) · Christophe Capelle · Philippe Ermenault · Jean-Michel Monin · Francis Moreau · 4:05,930 | 4:07,730  |          |

Időfutam
| Név                   | Versenyszám  | Idő      | Helyezés |
| --------------------- | ------------ | -------- | -------- |
| Alekszandr Kiricsenko | Férfi egyéni | 1:07,013 | 18.      |

Pontversenyek
| Név                    | Versenyszám       | Pont | Körhátrány | Helyezés |
| ---------------------- | ----------------- | ---- | ---------- | -------- |
| Pavel Hamidulin        | Férfi pontverseny | 4    | -1         | 14.      |
| Szvetlana Szamohvalova | Női pontverseny   | 14   | 0          | 4.       |

## Kézilabda

### Férfi
| Orosz férfi kézilabdacsapat-játékoskeret                                                                                  | Orosz férfi kézilabdacsapat-játékoskeret                                                                                          |
| --- | --- |
| - Alekszej Francuzov - Andrej Lavrov - Dmitrij Filippov - Dmitrij Torgovanov - Igor Lavrov - Lev Voronyin - Oleg Grebnyev | - Oleg Kiszeljov - Oleg Kulesov - Pavel Szukoszjan - Szergej Pogorelov - Valerij Gopin - Vaszilij Kugyinov - Vjacseszlav Gorpisin |

#### Eredmények
Csoportkör
A csoport
| Csapat                 | M | Gy | D | V | G+  | G–  | Gk  | P  |
| ---------------------- | - | -- | - | - | --- | --- | --- | -- |
| Svédország (SWE)       | 5 | 5  | 0 | 0 | 131 | 94  | +37 | 10 |
| Horvátország (CRO)     | 5 | 4  | 0 | 1 | 132 | 122 | +10 | 8  |
| Oroszország (RUS)      | 5 | 3  | 0 | 2 | 137 | 106 | +31 | 6  |
| Svájc (SUI)            | 5 | 2  | 0 | 3 | 126 | 115 | +11 | 4  |
| Egyesült Államok (USA) | 5 | 1  | 0 | 4 | 111 | 142 | –31 | 2  |
| Kuvait (KUW)           | 5 | 0  | 0 | 5 | 100 | 158 | –58 | 0  |

| 1996. július 24. 10:00 | Oroszország (RUS) | 32–20   | Kuvait (KUW)       | Játékvezetők: Hans Thomas, Jürgen Thomas (GER) |
| 1996. július 24. 10:00 | Kulesov 7         | (18–10) | Szálah el-Marzúk 6 | Játékvezetők: Hans Thomas, Jürgen Thomas (GER) |
| 1996. július 24. 10:00 |                   |         |                    | Játékvezetők: Hans Thomas, Jürgen Thomas (GER) |

| 1996. július 25. 20:45 | Oroszország (RUS) | 31–16  | Egyesült Államok (USA) | Játékvezetők: Michel Moelle Mabounda, Daniel Mvoula (CGO) |
| 1996. július 25. 20:45 | Kugyinov 10       | (16–9) | Penn 4                 | Játékvezetők: Michel Moelle Mabounda, Daniel Mvoula (CGO) |
| 1996. július 25. 20:45 |                   |        |                        | Játékvezetők: Michel Moelle Mabounda, Daniel Mvoula (CGO) |

| 1996. július 27. 14:30 | Svédország (SWE) | 22–20   | Oroszország (RUS)   | Játékvezetők: Silvino Gallego Santos, Victor Lamas Perez (ESP) |
| 1996. július 27. 14:30 | M. Andersson 5   | (11–11) | Gopin, Torgovanov 5 | Játékvezetők: Silvino Gallego Santos, Victor Lamas Perez (ESP) |
| 1996. július 27. 14:30 |                  |         |                     | Játékvezetők: Silvino Gallego Santos, Victor Lamas Perez (ESP) |

| 1996. július 29. 16:15 | Oroszország (RUS) | 24–25   | Horvátország (CRO) | Játékvezetők: Per Elbrond, Kjeld Lovqvist (DEN) |
| 1996. július 29. 16:15 | Gopin 7           | (13–11) | Jović 7            | Játékvezetők: Per Elbrond, Kjeld Lovqvist (DEN) |
| 1996. július 29. 16:15 |                   |         |                    | Játékvezetők: Per Elbrond, Kjeld Lovqvist (DEN) |

| 1996. július 31. 11:45 | Oroszország (RUS) | 30–23   | Svájc (SUI) | Játékvezetők: Jean Pierre Moreno, Francois Garcia (FRA) |
| 1996. július 31. 11:45 | Kulesov 9         | (14–11) | Spengler 8  | Játékvezetők: Jean Pierre Moreno, Francois Garcia (FRA) |
| 1996. július 31. 11:45 |                   |         |             | Játékvezetők: Jean Pierre Moreno, Francois Garcia (FRA) |

Az 5. helyért
| 1996. augusztus 2. 19:00 | Egyiptom (EGY) | 26–29   | Oroszország (RUS) | Játékvezetők: Silvino Gallego Santos, Victor Lamas Perez (ESP) |
| 1996. augusztus 2. 19:00 | El-Attar 10    | (11–15) | Gopin 6           | Játékvezetők: Silvino Gallego Santos, Victor Lamas Perez (ESP) |
| 1996. augusztus 2. 19:00 |                |         |                   | Játékvezetők: Silvino Gallego Santos, Victor Lamas Perez (ESP) |

| Csapat            | Helyezés |
| ----------------- | -------- |
| Oroszország (RUS) | 5.       |

## Kosárlabda

### Női
| Orosz női kosárlabdacsapat-játékoskeret                                                                                       | Orosz női kosárlabdacsapat-játékoskeret                                                                                  |
| --- | --- |
| - Ljudmila Konovalova - Jevgenyija Nyikonova - Irina Rutkovszkaja - Marija Sztyepanova - Jelena Baranova - Natalja Szvinuhova | - Szvetlana Kuznyecova - Irina Szumnyikova - Elen Sakirova - Jelena Psikova - Szvetlana Antipova - Okszana Zakaljuzsnaja |

#### Eredmények
Csoportkör
A csoport
| Csapat            | M | Gy | V | P+  | P–  | Pk  | P  |
| ----------------- | - | -- | - | --- | --- | --- | -- |
| Brazília (BRA)    | 5 | 5  | 0 | 424 | 360 | +64 | 10 |
| Oroszország (RUS) | 5 | 4  | 1 | 378 | 342 | +36 | 9  |
| Olaszország (ITA) | 5 | 3  | 2 | 330 | 309 | +21 | 8  |
| Japán (JPN)       | 5 | 2  | 3 | 365 | 396 | –31 | 7  |
| Kína (CHN)        | 5 | 1  | 4 | 347 | 378 | –31 | 6  |
| Kanada (CAN)      | 5 | 0  | 5 | 293 | 352 | –59 | 5  |

| 1996. július 21. | Japán (JPN)         | 63–73     | Oroszország (RUS) | Játékvezetők: Sally Bell (USA), Virun Thongpila (THA) |
| 1996. július 21. | (37–45) Jegyzőkönyv |           |                   | Játékvezetők: Sally Bell (USA), Virun Thongpila (THA) |
| 1996. július 21. | Kató 15             | Pont      | Baranova 21       | Játékvezetők: Sally Bell (USA), Virun Thongpila (THA) |
| 1996. július 21. | Kató 9              | Lepattanó | Baranova 13       | Játékvezetők: Sally Bell (USA), Virun Thongpila (THA) |
| 1996. július 21. | Murakami 6          | Gólpassz  | Szumnyikova 5     | Játékvezetők: Sally Bell (USA), Virun Thongpila (THA) |

| 1996. július 23. | Oroszország (RUS)   | 68–82     | Brazília (BRA)    | Atlanta Játékvezetők: Juan Figueroa (PUR), Stylianos Koukoulekidis (GRE) |
| 1996. július 23. | (36–41) Jegyzőkönyv |           |                   | Atlanta Játékvezetők: Juan Figueroa (PUR), Stylianos Koukoulekidis (GRE) |
| 1996. július 23. | Rutkovszkaja 18     | Pont      | Oliva 20          | Atlanta Játékvezetők: Juan Figueroa (PUR), Stylianos Koukoulekidis (GRE) |
| 1996. július 23. | Baranova 9          | Lepattanó | de Souza Sobral 9 | Atlanta Játékvezetők: Juan Figueroa (PUR), Stylianos Koukoulekidis (GRE) |
| 1996. július 23. | Antipova 3          | Gólpassz  | három játékos 4   | Atlanta Játékvezetők: Juan Figueroa (PUR), Stylianos Koukoulekidis (GRE) |

| 1996. július 25. | Olaszország (ITA)   | 70–75     | Oroszország (RUS)     | Atlanta Játékvezetők: Davorin Nakic (CRO), Raul Chaves Sagel (ARG) |
| 1996. július 25. | (37–41) Jegyzőkönyv |           |                       | Atlanta Játékvezetők: Davorin Nakic (CRO), Raul Chaves Sagel (ARG) |
| 1996. július 25. | Pollini 22          | Pont      | Sakirova 24           | Atlanta Játékvezetők: Davorin Nakic (CRO), Raul Chaves Sagel (ARG) |
| 1996. július 25. | Pollini 8           | Lepattanó | Baranova, Sakirova 12 | Atlanta Játékvezetők: Davorin Nakic (CRO), Raul Chaves Sagel (ARG) |
| 1996. július 25. | Fullin 5            | Gólpassz  | Szumnyikova 9         | Atlanta Játékvezetők: Davorin Nakic (CRO), Raul Chaves Sagel (ARG) |

| 1996. július 27. | Oroszország (RUS)   | 68–49     | Kanada (CAN)    | Atlanta Játékvezetők: Michael Butler (AUS), Carl Jungebrand (FIN) |
| 1996. július 27. | (35–29) Jegyzőkönyv |           |                 | Atlanta Játékvezetők: Michael Butler (AUS), Carl Jungebrand (FIN) |
| 1996. július 27. | Nyikonova 18        | Pont      | Norman 15       | Atlanta Játékvezetők: Michael Butler (AUS), Carl Jungebrand (FIN) |
| 1996. július 27. | Baranova 11         | Lepattanó | Norman 8        | Atlanta Játékvezetők: Michael Butler (AUS), Carl Jungebrand (FIN) |
| 1996. július 27. | Szumnyikova 5       | Gólpassz  | három játékos 2 | Atlanta Játékvezetők: Michael Butler (AUS), Carl Jungebrand (FIN) |

| 1996. július 29. | Oroszország (RUS)   | 94–78     | Kína (CHN)                                                     | Atlanta Játékvezetők: Wieslaw Zych (POL), Antonio Soares De Campos (ANG) |
| 1996. július 29. | (44–43) Jegyzőkönyv |           |                                                                | Atlanta Játékvezetők: Wieslaw Zych (POL), Antonio Soares De Campos (ANG) |
| 1996. július 29. | Baranova 26         | Pont      | Cseng Tung-mej (Zheng Dongmei), Ma Cung-csing (Ma Zongqing) 14 | Atlanta Játékvezetők: Wieslaw Zych (POL), Antonio Soares De Campos (ANG) |
| 1996. július 29. | Baranova 18         | Lepattanó | Liang Hszin (Liang Xin) 6                                      | Atlanta Játékvezetők: Wieslaw Zych (POL), Antonio Soares De Campos (ANG) |
| 1996. július 29. | Szumnyikova 10      | Gólpassz  | Cseng Tung-mej (Zheng Dongmei) 5                               | Atlanta Játékvezetők: Wieslaw Zych (POL), Antonio Soares De Campos (ANG) |

Negyeddöntő
| 1996. július 31. 17:00 | Oroszország (RUS)          | 70–74 (h. u.) | Ausztrália (AUS)            | Atlanta Játékvezetők: Donald Cline (CAN), Carl Jungebrand (FIN) |
| 1996. július 31. 17:00 | (38–38, 64–64) Jegyzőkönyv |               |                             | Atlanta Játékvezetők: Donald Cline (CAN), Carl Jungebrand (FIN) |
| 1996. július 31. 17:00 | Nyikonova 16               | Pont          | Brogan-Griffiths 17         | Atlanta Játékvezetők: Donald Cline (CAN), Carl Jungebrand (FIN) |
| 1996. július 31. 17:00 | Baranova 21                | Lepattanó     | Whittle, Brogan-Griffiths 8 | Atlanta Játékvezetők: Donald Cline (CAN), Carl Jungebrand (FIN) |
| 1996. július 31. 17:00 | Szumnyikova 5              | Gólpassz      | Timms, Brogan-Griffiths 3   | Atlanta Játékvezetők: Donald Cline (CAN), Carl Jungebrand (FIN) |

Az 5–8. helyért
| 1996. augusztus 1. 15:00 | Japán (JPN)         | 69–80     | Oroszország (RUS) | Atlanta Játékvezetők: Janice Deakin (CAN), Yi Cui (CHN) |
| 1996. augusztus 1. 15:00 | (34–39) Jegyzőkönyv |           |                   | Atlanta Játékvezetők: Janice Deakin (CAN), Yi Cui (CHN) |
| 1996. augusztus 1. 15:00 | Kató 19             | Pont      | Baranova 37       | Atlanta Játékvezetők: Janice Deakin (CAN), Yi Cui (CHN) |
| 1996. augusztus 1. 15:00 | Icsidzsó 12         | Lepattanó | Baranova 13       | Atlanta Játékvezetők: Janice Deakin (CAN), Yi Cui (CHN) |
| 1996. augusztus 1. 15:00 | Murakami 7          | Gólpassz  | Szumnyikova 14    | Atlanta Játékvezetők: Janice Deakin (CAN), Yi Cui (CHN) |

Az 5. helyért
| 1996. augusztus 3. 17:00 | Oroszország (RUS)   | 91–74     | Kuba (CUB)  | Atlanta Játékvezetők: Robert Barnett (AUS), Virun Thongpila (THA) |
| 1996. augusztus 3. 17:00 | (44–41) Jegyzőkönyv |           |             | Atlanta Játékvezetők: Robert Barnett (AUS), Virun Thongpila (THA) |
| 1996. augusztus 3. 17:00 | Baranova 20         | Pont      | Martínez 19 | Atlanta Játékvezetők: Robert Barnett (AUS), Virun Thongpila (THA) |
| 1996. augusztus 3. 17:00 | Baranova 8          | Lepattanó | Martínez 11 | Atlanta Játékvezetők: Robert Barnett (AUS), Virun Thongpila (THA) |
| 1996. augusztus 3. 17:00 | Szumnyikova 8       | Gólpassz  | Seino 4     | Atlanta Játékvezetők: Robert Barnett (AUS), Virun Thongpila (THA) |

| Csapat            | Helyezés |
| ----------------- | -------- |
| Oroszország (RUS) | 5.       |

## Műugrás
Férfi
| Versenyző             | Versenyszám        | Selejtező | Selejtező | Elődöntő | Elődöntő | Döntő  | Döntő    |
| Versenyző             | Versenyszám        | Pont      | Helyezés  | Pont     | Helyezés | Pont   | Helyezés |
| --------------------- | ------------------ | --------- | --------- | -------- | -------- | ------ | -------- |
| Valerij Sztacenko     | Egyéni műugrás     | 357,18    | 15.       | 574,71   | 11.      | 597,69 | 9.       |
| Dmitrij Szautyin      | Egyéni műugrás     | 391,74    | 6.        | 621,48   | 5.       | 644,67 | 5.       |
| Dmitrij Szautyin      | Egyéni toronyugrás | 452,82    | 1.        | 647,46   | 1.       | 692,34 |          |
| Vlagyimir Tyimosinyin | Egyéni toronyugrás | 425,43    | 4.        | 594,90   | 4.       | 628,59 | 5.       |

Női
| Versenyző              | Versenyszám        | Selejtező | Selejtező | Elődöntő | Elődöntő | Döntő   | Döntő    |
| Versenyző              | Versenyszám        | Pont      | Helyezés  | Pont     | Helyezés | Pont    | Helyezés |
| ---------------------- | ------------------ | --------- | --------- | -------- | -------- | ------- | -------- |
| Irina Lasko            | Egyéni műugrás     | 271,92    | 8.        | 506,43   | 3.       | 512,19  |          |
| Vera Iljina            | Egyéni műugrás     | 308,88    | 1.        | 539,07   | 1.       | 493,56  | 7.       |
| Olga Hrisztoforova     | Egyéni toronyugrás | 268,65    | 8.        | 435,72   | 8.       | 426,12  | 8.       |
| Szvetlana Tyimosinyina | Egyéni toronyugrás | 242,76    | 20.       | kiesett  | kiesett  | kiesett | kiesett  |

## Ökölvívás
| Versenyző          | Versenyszám     | Selejtező                               | Nyolcaddöntő                      | Negyeddöntő                             | Elődöntő                      | Döntő                              | Helyezés |
| Versenyző          | Versenyszám     | Ellenfél Eredmény                       | Ellenfél Eredmény                 | Ellenfél Eredmény                       | Ellenfél Eredmény             | Ellenfél Eredmény                  | Helyezés |
| ------------------ | --------------- | --------------------------------------- | --------------------------------- | --------------------------------------- | ----------------------------- | ---------------------------------- | -------- |
| Albert Pakejev     | Légsúly         | Richard Sunee (MRI) · 8–1               | Boniface Mukuka (ZAM) · 13–4      | Daniel Reyes (COL) · 13–13              | Maikro Romero (CUB) · 6–12    | kiesett                            |          |
| Raimkul Malahbekov | Harmatsúly      | José Cotto (PUR) · 16–6                 | Abdel Aziz Boulehia (ALG) · RSC   | Tseyen-Oidovyn Davaatseren (MGL) · 21–9 | Arnaldo Mesa (CUB) · 14–7     | kiesett                            |          |
| Ramaz Paliani      | Pehelysúly      | Sin Szujong (Sin Su-Yeong) (KOR) · 10–7 | Tingrán Uzlián (GRE) · 27–2       | Szomrak Khamszing (THA) · 4–13          | kiesett                       | kiesett                            | 5.       |
| Eduard Zaharov     | Kisváltósúly    | Nitami Fumitaka (JPN) · 21–6            | Phil Boudreault (CAN) · 11–9      | Héctor Vinent (CUB) · 7–15              | kiesett                       | kiesett                            | 5.       |
| Oleg Szaitov       | Váltósúly       | Cahit Süme (TUR) · 11–1                 | Pe Hodzso (Bae Ho-Jo) (KOR) · 9–5 | Kamel Chater (TUN) · 9–3                | Daniel Santos (PUR) · 13–11   | Juan Hernández Sierra (CUB) · 14–9 |          |
| Alekszandr Lebzjak | Középsúly       | Rowan Donaldson (JAM) · 20–4            | Justann Crawford (AUS) · RSC      | Ariel Hernández (CUB) · 8–15            | kiesett                       | kiesett                            | 8.       |
| Dmitrij Vibornov   | Félnehézsúly    | Antonio Tarver (USA) · 2–5              | kiesett                           | kiesett                                 | kiesett                       | kiesett                            | 17.      |
| Igor Ksinyin       | Nehézsúly       | Amrou Moustafa (EGY) · 17–4             | Luan Krasniqi (GER) · 2–10        | kiesett                                 | kiesett                       | kiesett                            | 9.       |
| Alekszej Lezin     | Szupernehézsúly | erőnyerő                                | Mihail Jurcsenko (KAZ) · RSC      | René Monse (GER) · 9–5                  | Volodimir Klicsko (UKR) · 1–4 | kiesett                            |          |

RSC - a mérkőzésvezető megállította a mérkőzést

## Öttusa
| Versenyző             | Lövészet | Lövészet | Lövészet | Úszás   | Úszás | Úszás | Vívás    | Vívás | Vívás  | Lovaglás | Lovaglás | Lovaglás | Lovaglás | Futás     | Futás | Futás | Összesen    | Összesen |
| Versenyző             | Pontszám | Pont     | Hely.    | Idő     | Pont  | Hely. | Eredmény | Pont  | Hely.  | Idő      | Hibapont | Pont     | Hely.    | Idő       | Pont  | Hely. | Összes pont | Helyezés |
| --------------------- | -------- | -------- | -------- | ------- | ----- | ----- | -------- | ----- | ------ | -------- | -------- | -------- | -------- | --------- | ----- | ----- | ----------- | -------- |
| Eduard Zenovka        | 179      | 1084     | 9.*      | 3:20,50 | 1268  | 14.   | 16–15    | 820   | 14.*** | 1:24,78  | 60       | 1016     | 11.      | 12:21,487 | 1342  | 1.    | 5530        |          |
| Dmitrij Szvatkovszkij | 173      | 1012     | 20.**    | 3:23,33 | 1248  | 18.   | 18–13    | 880   | 7.***  | 1:08,42  | 90       | 1010     | 12.      | 12:22,930 | 1339  | 2.    | 5489        | 4.       |
| Grigorij Bremel       | 167      | 940      | 30.      | 3:36,96 | 1140  | 30.   | 17–14    | 850   | 11.*   | 1:07,77  | 150      | 950      | 17.      | 14:39,330 | 928   | 31.   | 4808        | 28.      |

* - egy másik versenyzővel azonos eredményt ért el

** - két másik versenyzővel azonos eredményt ért el

*** - három másik versenyzővel azonos eredményt ért el

## Röplabda

### Férfi
| Orosz férfi röplabdacsapat-játékoskeret                                                                  | Orosz férfi röplabdacsapat-játékoskeret                                                                              |
| --- | --- |
| - Oleg Satunov - Vagyim Hamutckih - Szergej Orlenko - Ruszlan Olihver - Alekszej Kazakov - Dmitrij Fomin | - Szergej Tyetyuhin - Pavel Siskin - Konsztantyin Usakov - Sztanyiszlav Gyinyejkin - Igor Sulepov - Valerij Gorjusev |

#### Eredmények
Csoportkör
B csoport
|                   |      | Mérkőzések | Mérkőzések | Szettek | Szettek | Szettek | Pontok | Pontok | Pontok |
| Csapat            | Pont | Gy         | V          | Sz+     | Sz–     | SzA     | P+     | P–     | PA     |
| ----------------- | ---- | ---------- | ---------- | ------- | ------- | ------- | ------ | ------ | ------ |
| Olaszország (ITA) | 10   | 5          | 0          | 15      | 0       | MAX     | 225    | 138    | 1,630  |
| Hollandia (NED)   | 9    | 4          | 1          | 12      | 3       | 4,000   | 209    | 131    | 1,595  |
| Jugoszlávia (YUG) | 8    | 3          | 2          | 9       | 8       | 1,125   | 215    | 191    | 1,126  |
| Oroszország (RUS) | 7    | 2          | 3          | 7       | 9       | 0,778   | 181    | 216    | 0,838  |
| Dél-Korea (KOR)   | 6    | 1          | 4          | 3       | 12      | 0,250   | 156    | 198    | 0,788  |
| Tunézia (TUN)     | 5    | 0          | 5          | 1       | 15      | 0,067   | 113    | 225    | 0,502  |

| 1996. július 21. 16:00 | Jugoszlávia (SCG)            | 3–1 | Oroszország (RUS) | Atlanta Játékvezető: Takashi Shimoyama (JPN), Barry Dragon (USA) |
| 1996. július 21. 16:00 | (10–15, 15–13, 15–10, 15–11) |     |                   | Atlanta Játékvezető: Takashi Shimoyama (JPN), Barry Dragon (USA) |

| 1996. július 23. 10:00 | Oroszország (RUS)  | 0–3 | Hollandia (NED) | Atlanta Játékvezető: Jarmo Salonen (FIN), Frank Leuthaeusser (GER) |
| 1996. július 23. 10:00 | (9–15, 9–15, 9–15) |     |                 | Atlanta Játékvezető: Jarmo Salonen (FIN), Frank Leuthaeusser (GER) |

| 1996. július 25. 19:30 | Dél-Korea (KOR)     | 0–3 | Oroszország (RUS) | Atlanta Játékvezető: Peter Henry (CAN), Konstantino Margaritis (GRE) |
| 1996. július 25. 19:30 | (8–15, 4–15, 14–16) |     |                   | Atlanta Játékvezető: Peter Henry (CAN), Konstantino Margaritis (GRE) |

| 1996. július 27. 10:00 | Oroszország (RUS)    | 0–3 | Olaszország (ITA) | Atlanta Játékvezető: Frank Leuthaeusser (GER), Zheng Zhon Qu (CHN) |
| 1996. július 27. 10:00 | (11–15, 6–15, 12–15) |     |                   | Atlanta Játékvezető: Frank Leuthaeusser (GER), Zheng Zhon Qu (CHN) |

| 1996. július 29. 16:00 | Tunézia (TUN)        | 0–3 | Oroszország (RUS) | Atlanta Játékvezető: Thomas Blue (USA), Josebel Palmeirim (BRA) |
| 1996. július 29. 16:00 | (9–15, 10–15, 11–15) |     |                   | Atlanta Játékvezető: Thomas Blue (USA), Josebel Palmeirim (BRA) |

Negyeddöntő
| 1996. július 31. 13:30 | Kuba (CUB)            | 0–3 | Oroszország (RUS) | Atlanta Játékvezető: Takashi Shimoyama (JPN), Songsak Chareonpong (THA) |
| 1996. július 31. 13:30 | (13–15, 15–17, 11–15) |     |                   | Atlanta Játékvezető: Takashi Shimoyama (JPN), Songsak Chareonpong (THA) |

Elődöntő
| 1996. augusztus 2. 19:30 | Oroszország (RUS)   | 0–3 | Hollandia (NED) | Atlanta Játékvezető: Jose Sanler Diaz (CUB), Frank Leuthaeusser (GER) |
| 1996. augusztus 2. 19:30 | (6–15, 6–15, 10–15) |     |                 | Atlanta Játékvezető: Jose Sanler Diaz (CUB), Frank Leuthaeusser (GER) |

Bronzmérkőzés
| 1996. augusztus 4. 12:00 | Oroszország (RUS)        | 1–3 | Jugoszlávia (SCG) | Atlanta Játékvezető: Takashi Shimoyama (JPN), Konstantinos Margaritis (GRE) |
| 1996. augusztus 4. 12:00 | (8–15, 15–7, 8–15, 9–15) |     |                   | Atlanta Játékvezető: Takashi Shimoyama (JPN), Konstantinos Margaritis (GRE) |

| Csapat            | Helyezés |
| ----------------- | -------- |
| Oroszország (RUS) | 4.       |

### Női
| Orosz női röplabdacsapat-játékoskeret                                                                             | Orosz női röplabdacsapat-játékoskeret                                                                                         |
| --- | --- |
| - Valentyina Ogijenko - Natalja Morozova - Marina Nyikulina - Jelena Batuhtyina - Irina Ilcsenko - Jelena Gogyina | - Tatyjana Menysova - Jevgenyija Artamonova - Jelizaveta Tyiscsenko - Julija Tyimonova - Tatyjana Gracseva - Ljubov Szokolova |

#### Eredmények
Csoportkör
B csoport
|                   |      | Mérkőzések | Mérkőzések | Szettek | Szettek | Szettek | Pontok | Pontok | Pontok |
| Csapat            | Pont | Gy         | V          | Sz+     | Sz–     | SzA     | P+     | P–     | PA     |
| ----------------- | ---- | ---------- | ---------- | ------- | ------- | ------- | ------ | ------ | ------ |
| Brazília (BRA)    | 10   | 5          | 0          | 15      | 1       | 15,000  | 238    | 121    | 1,967  |
| Oroszország (RUS) | 9    | 4          | 1          | 12      | 4       | 3,000   | 217    | 140    | 1,550  |
| Kuba (CUB)        | 8    | 3          | 2          | 10      | 6       | 1,667   | 196    | 156    | 1,256  |
| Németország (GER) | 7    | 2          | 3          | 7       | 9       | 0,778   | 163    | 191    | 0,853  |
| Kanada (CAN)      | 6    | 1          | 4          | 3       | 14      | 0,214   | 156    | 239    | 0,653  |
| Peru (PER)        | 5    | 0          | 5          | 2       | 15      | 0,133   | 129    | 252    | 0,512  |

| 1996. július 20. 10:00 | Oroszország (RUS)   | 3–0 | Németország (GER) | Atlanta Játékvezető: Konstantinos Margaritis (GRE), Takashi Shimoyama (JPN) |
| 1996. július 20. 10:00 | (15–5, 15–10, 15–7) |     |                   | Atlanta Játékvezető: Konstantinos Margaritis (GRE), Takashi Shimoyama (JPN) |

| 1996. július 22. 16:00 | Oroszország (RUS)  | 3–0 | Kanada (CAN) | Atlanta Játékvezető: Songsak Chareonpong (THA), Fernando Nava Abarca (MEX) |
| 1996. július 22. 16:00 | (15–1, 15–7, 15–9) |     |              | Atlanta Játékvezető: Songsak Chareonpong (THA), Fernando Nava Abarca (MEX) |

| 1996. július 24. 16:00 | Brazília (BRA)       | 3–0 | Oroszország (RUS) | Atlanta Játékvezető: Songsak Chareonpong (THA), Young-Ho Cho (KOR) |
| 1996. július 24. 16:00 | (15–3, 15–11, 15–13) |     |                   | Atlanta Játékvezető: Songsak Chareonpong (THA), Young-Ho Cho (KOR) |

| 1996. július 26. 10:00 | Oroszország (RUS)   | 3–0 | Peru (PER) | Atlanta Játékvezető: Thomas Blue (USA), Zheng Zhong Qu (CHN) |
| 1996. július 26. 10:00 | (15–11, 15–8, 15–1) |     |            | Atlanta Játékvezető: Thomas Blue (USA), Zheng Zhong Qu (CHN) |

| 1996. július 28. 19:30 | Kuba (CUB)                | 1–3 | Oroszország (RUS) | Atlanta Játékvezető: Takashi Shimoyama (JPN), Dean Turner (AUS) |
| 1996. július 28. 19:30 | (15–10, 6–15, 7–15, 8–15) |     |                   | Atlanta Játékvezető: Takashi Shimoyama (JPN), Dean Turner (AUS) |

Negyeddöntő
| 1996. július 30. 8:00 | Hollandia (NED)            | 1–3 | Oroszország (RUS) | Atlanta Játékvezető: Konstantinos Margaritis (GRE), Abdullah Al-Khlaifi (KSA) |
| 1996. július 30. 8:00 | (15–10, 7–15, 9–15, 10–15) |     |                   | Atlanta Játékvezető: Konstantinos Margaritis (GRE), Abdullah Al-Khlaifi (KSA) |

Elődöntő
| 1996. augusztus 1. 19:30 | Kína (CHN)                 | 3–1 | Oroszország (RUS) | Atlanta Játékvezető: Peter Henry (CAN), Thomas Blue (USA) |
| 1996. augusztus 1. 19:30 | (12–15, 15–5, 15–8, 15–12) |     |                   | Atlanta Játékvezető: Peter Henry (CAN), Thomas Blue (USA) |

Bronzmérkőzés
| 1996. augusztus 3. 12:00 | Oroszország (RUS)                 | 2–3 | Brazília (BRA) | Atlanta Játékvezető: Barry Dragon (USA), Zheng Zhong Qu (CHN) |
| 1996. augusztus 3. 12:00 | (13–15, 15–4, 14–16, 15–8, 13–15) |     |                | Atlanta Játékvezető: Barry Dragon (USA), Zheng Zhong Qu (CHN) |

| Csapat            | Helyezés |
| ----------------- | -------- |
| Oroszország (RUS) | 4.       |

## Sportlövészet
Férfi
| Versenyző              | Versenyszám           | Selejtező | Selejtező | Döntő   | Döntő    |
| Versenyző              | Versenyszám           | Pont      | Helyezés  | Pont    | Helyezés |
| ---------------------- | --------------------- | --------- | --------- | ------- | -------- |
| Szergej Pizsjanov      | Légpisztoly           | 583       | 5.*       | 683,5   | 4.       |
| Vlagyimir Iszakov      | Légpisztoly           | 579       | 12.****   | kiesett | kiesett  |
| Borisz Kokorev         | Szabadpisztoly        | 570       | 1.        | 666,4   |          |
| Alekszandr Danyilov    | Szabadpisztoly        | 558       | 16.**     | kiesett | kiesett  |
| Szergej Kovalenko      | Sportpuska, fekvő     | 596       | 10.       | kiesett | kiesett  |
| Jevgenyij Alejnyikov   | Légpuska              | 591       | 4.****    | 692,9   | 4.       |
| Artyom Hadzsibekov     | Légpuska              | 594       | 2.*       | 695,7   |          |
| Artyom Hadzsibekov     | Sportpuska, fekvő     | 594       | 20.*****  | kiesett | kiesett  |
| Artyom Hadzsibekov     | Sportpuska, összetett | 1164      | 13.****   | kiesett | kiesett  |
| Vjacseszlav Bocskarjov | Sportpuska, összetett | 1163      | 18.***    | kiesett | kiesett  |
| Dimitrij Likin         | Futócéllövészet       | 581       | 2.        | 676,7   | 5.       |
| Jurij Jermolenko       | Futócéllövészet       | 569       | 9.*       | kiesett | kiesett  |
| Nyikolaj Tyoplij       | Skeet                 | 122       | 4.**      | 146     | 5.       |

Női
| Versenyző           | Versenyszám           | Selejtező | Selejtező | Döntő   | Döntő    |
| Versenyző           | Versenyszám           | Pont      | Helyezés  | Pont    | Helyezés |
| ------------------- | --------------------- | --------- | --------- | ------- | -------- |
| Olga Klocsnyeva     | Légpisztoly           | 389       | 2.*       | 490,1   |          |
| Marina Logvinyenko  | Légpisztoly           | 390       | 1.        | 488,5   |          |
| Marina Logvinyenko  | Sportpisztoly         | 583       | 4.*       | 684,2   |          |
| Szvetlana Szmirnova | Sportpisztoly         | 576       | 15.****   | kiesett | kiesett  |
| Marina Grigorjeva   | Légpuska              | 392       | 13.*****  | kiesett | kiesett  |
| Anna Maluhina       | Légpuska              | 390       | 20.****   | kiesett | kiesett  |
| Anna Maluhina       | Sportpuska, összetett | 573       | 26.*      | kiesett | kiesett  |
| Irina Geraszimjonok | Sportpuska, összetett | 585       | 3.        | 680,1   |          |
| Szvetlana Gyomina   | Dupla trap            | 95        | 17.*      | kiesett | kiesett  |
| Jelena Rabaja       | Dupla trap            | 93        | 19.       | kiesett | kiesett  |

* - egy másik versenyzővel azonos eredményt ért el

** - két másik versenyzővel azonos eredményt ért el

*** - három másik versenyzővel azonos eredményt ért el

**** - négy másik versenyzővel azonos eredményt ért el

***** - öt másik versenyzővel azonos eredményt ért el

## Súlyemelés
| Versenyző         | Versenyszám | Szakítás | Szakítás | Lökés                    | Lökés                    | Összesen | Helyezés |
| Versenyző         | Versenyszám | Eredmény | Helyezés | Eredmény                 | Helyezés                 | Összesen | Helyezés |
| ----------------- | ----------- | -------- | -------- | ------------------------ | ------------------------ | -------- | -------- |
| Umar Egyelhanov   | 64 kg       | 132,5    | 11.*     | 162,5                    | 9.*                      | 295,0    | 11.      |
| Szergej Filimonov | 76 kg       | 160,0    | 5.*      | 185,0                    | 8.                       | 345,0    | 7.       |
| Alekszej Petrov   | 91 kg       | 187,5    | 1.       | 215,0                    | 1.*                      | 402,5    |          |
| Igor Alekszejev   | 91 kg       | 182,5    | 2.       | 205,0                    | 9.*                      | 387,5    | 5.       |
| Vjacseszlav Rubin | 99 kg       | 175,0    | 6.*      | 215,0                    | 3.*                      | 390,0    | 5.       |
| Dmitrij Szmirnov  | 99 kg       | 175,0    | 6.*      | 215,0                    | 3.*                      | 390,0    | 6.       |
| Szergej Szircov   | 108 kg      | 195,0    | 2.*      | 225,0                    | 2.                       | 420,0    |          |
| Szergej Flerko    | 108 kg      | 185,0    | 6.       | érvényes kísérlet nélkül | érvényes kísérlet nélkül | kiesett  | kiesett  |
| Andrej Csemerkin  | +108 kg     | 197,5    | 3.       | 260,0                    | 1.                       | 457,5    |          |

* - másik versenyzővel azonos eredményt ért el

## Szinkronúszás
| Versenyző | Szabad gyakorlat | Szabad gyakorlat | Technikai gyakorlat | Technikai gyakorlat | Összesítés | Összesítés |
| Versenyző | Pont             | Hely.            | Pont                | Hely.               | Pont       | Helyezés   |
| --- | ---------------- | ---------------- | ------------------- | ------------------- | ---------- | ---------- |
| Jelena Antonova Jelena Azarova Olga Brusznyikina Anna Jurjajeva Marija Kiszeljova Marina Lobova Galina Makszimova Olga Novokscsenova Julija Pankratova Olga Szedakova | 97,400           | 4.               | 97,000              | 4.                  | 97,260     | 4.         |

## Tenisz
Férfi
| Versenyző         | Versenyszám | 64-es főtábla                          | 32-es főtábla                 | Nyolcaddöntő                    | Negyeddöntő                         | Elődöntő          | Bronz- mérkőzés   | Döntő             | Helyezés |
| Versenyző         | Versenyszám | Ellenfél Eredmény                      | Ellenfél Eredmény             | Ellenfél Eredmény               | Ellenfél Eredmény                   | Ellenfél Eredmény | Ellenfél Eredmény | Ellenfél Eredmény | Helyezés |
| ----------------- | ----------- | -------------------------------------- | ----------------------------- | ------------------------------- | ----------------------------------- | ----------------- | ----------------- | ----------------- | -------- |
| Andrej Olhovszkij | Egyes       | Nicolás Lapentti (ECU) · 6–1, 3–6, 8–6 | Daniel Vacek (CZE) · 6–3, 7–6 | Christian Ruud (NOR) · 6–4, 6–3 | Fino Meligeni (BRA) · 6–7, 6–4, 5–7 | kiesett           | kiesett           | kiesett           | 5.       |

Női
| Versenyző                       | Versenyszám | 64-es főtábla                           | 32-es főtábla                                              | Nyolcaddöntő      | Negyeddöntő       | Elődöntő          | Bronz- mérkőzés   | Döntő             | Helyezés |
| Versenyző                       | Versenyszám | Ellenfél Eredmény                       | Ellenfél Eredmény                                          | Ellenfél Eredmény | Ellenfél Eredmény | Ellenfél Eredmény | Ellenfél Eredmény | Ellenfél Eredmény | Helyezés |
| ------------------------------- | ----------- | --------------------------------------- | ---------------------------------------------------------- | ----------------- | ----------------- | ----------------- | ----------------- | ----------------- | -------- |
| Jelena Makarova                 | Egyes       | Florencia Labat (ARG) · 2–6, 5–7        | kiesett                                                    | kiesett           | kiesett           | kiesett           | kiesett           | kiesett           | 33.      |
| Anna Kurnyikova                 | Egyes       | Laurence Courtois (BEL) · 6–1, 2–6, 2–6 | kiesett                                                    | kiesett           | kiesett           | kiesett           | kiesett           | kiesett           | 33.      |
| Jelena Lihovceva                | Egyes       | Mary Joe Fernández (USA) · 2–6, 4–6     | kiesett                                                    | kiesett           | kiesett           | kiesett           | kiesett           | kiesett           | 33.      |
| Anna Kurnyikova Jelena Makarova | Páros       |                                         | Csehország (CZE) · Jana Novotná · Helena Suková · 2–6, 2–6 | kiesett           | kiesett           | kiesett           | kiesett           | kiesett           | 17.      |

## Tollaslabda
| Versenyző                      | Versenyszám  | Selejtező                             | 32-es főtábla                                                              | Nyolcaddöntő                                                   | Negyeddöntő                                                           | Elődöntő          | Döntő             | Helyezés |
| Versenyző                      | Versenyszám  | Ellenfél Eredmény                     | Ellenfél Eredmény                                                          | Ellenfél Eredmény                                              | Ellenfél Eredmény                                                     | Ellenfél Eredmény | Ellenfél Eredmény | Helyezés |
| ------------------------------ | ------------ | ------------------------------------- | -------------------------------------------------------------------------- | -------------------------------------------------------------- | --------------------------------------------------------------------- | ----------------- | ----------------- | -------- |
| Andrej Antropov                | Férfi egyes  | erőnyerő                              | Adul Sidek Mohamed (MAS) · 11–15, 7–15                                     | kiesett                                                        | kiesett                                                               | kiesett           | kiesett           | 17.      |
| Pavel Uvarov                   | Férfi egyes  | Jeroen van Dijk (NED) · 8–15, 10–15   | kiesett                                                                    | kiesett                                                        | kiesett                                                               | kiesett           | kiesett           | 33.      |
| Andrej Antropov Nyikolaj Zujev | Férfi páros  |                                       | Nagy-Britannia (GBR) · Julian Robertson · Nick Ponting · 18–13, 7–15, 15–4 | Németország (GER) · Michael Helber · Michael Keck · 15–1, 15–7 | Indonézia (INA) · Antonius Budi Ariantho · Denny Kantono · 5–15, 1–15 | kiesett           | kiesett           | 5.       |
| Jelena Ribkina                 | Női egyes    | Joanne Muggeridge (GBR) · 11–6, 12–11 | Mizui Jaszuko (JPN) · 1–11, 8–11                                           | kiesett                                                        | kiesett                                                               | kiesett           | kiesett           | 17.      |
| Marina Jakuseva                | Női egyes    | erőnyerő                              | Yao Yan (CHN) · 4–11, 4–11                                                 | kiesett                                                        | kiesett                                                               | kiesett           | kiesett           | 17.      |
| Marina Jakuseva Jelena Ribkina | Női páros    |                                       | Dánia (DEN) · Ann Jørgensen · Lotte Olsen · 13–15, 10–15                   | kiesett                                                        | kiesett                                                               | kiesett           | kiesett           | 17.      |
| Marina Jakuseva Nyikolaj Zujev | Vegyes páros |                                       | Indonézia (INA) · Minarti Timur · Trikus Haryanto · 6–15, 6–15             | kiesett                                                        | kiesett                                                               | kiesett           | kiesett           | 17.      |

## Torna
Férfi
| Versenyző | Versenyszám      | Selejtező | Selejtező | Döntő    | Döntő    |
| Versenyző | Versenyszám      | Pontszám  | Helyezés  | Pontszám | Helyezés |
| --- | ---------------- | --------- | --------- | -------- | -------- |
| Alekszej Nyemov | Talaj            | 19,450    | 3.        | 9,800    |          |
| Alekszej Nyemov | Ugrás            | 19,425    | 2.        | 9,787    |          |
| Alekszej Nyemov | Korlát           | 19,387    | 1.*       | 9,750    | 4.*      |
| Alekszej Nyemov | Nyújtó           | 19,537    | 1.        | 9,800    | *        |
| Alekszej Nyemov | Gyűrű            | 19,150    | 14.       | kiesett  | kiesett  |
| Alekszej Nyemov | Lólengés         | 19,412    | 7.        | 9,787    |          |
| Alekszej Nyemov | Egyéni összetett | 116,361   | 1.        | 58,374   |          |
| Alekszej Voropajev | Talaj            | 19,249    | 12.       | kiesett  | kiesett  |
| Alekszej Voropajev | Ugrás            | 19,450    | 1.        | 9,618    | 6.       |
| Alekszej Voropajev | Korlát           | 19,000    | 24.*      | kiesett  | kiesett  |
| Alekszej Voropajev | Nyújtó           | 19,362    | 6.        | 9,712    | 6.       |
| Alekszej Voropajev | Gyűrű            | 19,250    | 9.        | kiesett  | kiesett  |
| Alekszej Voropajev | Lólengés         | 18,825    | 39.**     | kiesett  | kiesett  |
| Alekszej Voropajev | Egyéni összetett | 115,136   | 3.        | 56,823   | 24.      |
| Jevgenyij Podgornij | Talaj            | 19,549    | 1.        | 9,550    | 6.       |
| Jevgenyij Podgornij | Ugrás            | 19,212    | 17.**     | kiesett  | kiesett  |
| Jevgenyij Podgornij | Korlát           | 9,225     | 103.      | kiesett  | kiesett  |
| Jevgenyij Podgornij | Nyújtó           | 18,975    | 31.**     | kiesett  | kiesett  |
| Jevgenyij Podgornij | Gyűrű            | 18,837    | 43.       | kiesett  | kiesett  |
| Jevgenyij Podgornij | Lólengés         | 18,625    | 57.       | kiesett  | kiesett  |
| Jevgenyij Podgornij | Egyéni összetett | 104,423   | 66.       | kiesett  | kiesett  |
| Dmitrij Vaszilenko | Talaj            | 19,349    | 7.        | kiesett  | kiesett  |
| Dmitrij Vaszilenko | Ugrás            | 19,262    | 10.*      | kiesett  | kiesett  |
| Dmitrij Vaszilenko | Korlát           | 18,950    | 27.*      | kiesett  | kiesett  |
| Dmitrij Vaszilenko | Gyűrű            | 18,975    | 29.       | kiesett  | kiesett  |
| Dmitrij Vaszilenko | Lólengés         | 18,887    | 33.       | kiesett  | kiesett  |
| Dmitrij Vaszilenko | Egyéni összetett | 95,423    | 78.       | kiesett  | kiesett  |
| Szergej Harkov | Talaj            | 9,662     | 94.       | kiesett  | kiesett  |
| Szergej Harkov | Ugrás            | 19,262    | 10.*      | kiesett  | kiesett  |
| Szergej Harkov | Korlát           | 19,312    | 5.        | 9,650    | 8.       |
| Szergej Harkov | Nyújtó           | 19,250    | 14.       | kiesett  | kiesett  |
| Szergej Harkov | Gyűrű            | 19,162    | 12.*      | kiesett  | kiesett  |
| Szergej Harkov | Egyéni összetett | 86,648    | 87.       | kiesett  | kiesett  |
| Nyikolaj Krjukov | Talaj            | 9,525     | 96.       | kiesett  | kiesett  |
| Nyikolaj Krjukov | Ugrás            | 19,212    | 17.**     | kiesett  | kiesett  |
| Nyikolaj Krjukov | Korlát           | 19,237    | 8.        | kiesett  | kiesett  |
| Nyikolaj Krjukov | Nyújtó           | 19,125    | 22.       | kiesett  | kiesett  |
| Nyikolaj Krjukov | Lólengés         | 19,237    | 13.*      | kiesett  | kiesett  |
| Nyikolaj Krjukov | Egyéni összetett | 86,336    | 88.       | kiesett  | kiesett  |
| Dmitrij Trus | Talaj            | 19,012    | 30.       | kiesett  | kiesett  |
| Dmitrij Trus | Korlát           | 9,637     | 95.       | kiesett  | kiesett  |
| Dmitrij Trus | Nyújtó           | 18,975    | 31.**     | kiesett  | kiesett  |
| Dmitrij Trus | Gyűrű            | 19,000    | 25.**     | kiesett  | kiesett  |
| Dmitrij Trus | Lólengés         | 18,825    | 39.**     | kiesett  | kiesett  |
| Dmitrij Trus | Egyéni összetett | 85,449    | 91.       | kiesett  | kiesett  |
| Szergej Harkov Nyikolaj Krjukov Alekszej Nyemov Jevgenyij Podgornij Dmitrij Trus Dmitrij Vaszilenko Alekszej Voropajev | Csapat összetett |           |           | 576,778  |          |

Női
| Versenyző | Versenyszám      | Selejtező | Selejtező | Döntő    | Döntő    |
| Versenyző | Versenyszám      | Pontszám  | Helyezés  | Pontszám | Helyezés |
| --- | ---------------- | --------- | --------- | -------- | -------- |
| Gyina Kocsetkova | Talaj            | 19,462    | 11.       | 9,800    | 5.       |
| Gyina Kocsetkova | Ugrás            | 19,399    | 13.       | kiesett  | kiesett  |
| Gyina Kocsetkova | Felemás korlát   | 19,625    | 4.        | 9,787    | 5.**     |
| Gyina Kocsetkova | Gerenda          | 19,500    | 3.*       | 9,737    | 4.       |
| Gyina Kocsetkova | Egyéni összetett | 77,986    | 3.        | 38,980   | 6.       |
| Rozalija Galijeva | Talaj            | 19,237    | 29.       | kiesett  | kiesett  |
| Rozalija Galijeva | Ugrás            | 19,512    | 6.        | 9,743    | 4.       |
| Rozalija Galijeva | Felemás korlát   | 19,512    | 12.       | kiesett  | kiesett  |
| Rozalija Galijeva | Gerenda          | 19,462    | 5.        | 9,112    | 7.       |
| Rozalija Galijeva | Egyéni összetett | 77,723    | 8.        | 38,905   | 7.       |
| Jelena Groseva | Talaj            | 19,525    | 8.*       | kiesett  | kiesett  |
| Jelena Groseva | Ugrás            | 19,500    | 7.        | 9,637    | 7.       |
| Jelena Groseva | Felemás korlát   | 19,012    | 47.       | kiesett  | kiesett  |
| Jelena Groseva | Gerenda          | 18,987    | 21.       | kiesett  | kiesett  |
| Jelena Groseva | Egyéni összetett | 77,024    | 14.       | kiesett  | kiesett  |
| Szvetlana Horkina | Talaj            | 19,324    | 23.       | kiesett  | kiesett  |
| Szvetlana Horkina | Ugrás            | 19,350    | 16.*      | kiesett  | kiesett  |
| Szvetlana Horkina | Felemás korlát   | 19,662    | 2.*       | 9,850    |          |
| Szvetlana Horkina | Gerenda          | 19,312    | 6.        | kiesett  | kiesett  |
| Szvetlana Horkina | Egyéni összetett | 77,648    | 9.        | 38,455   | 15.      |
| Jelena Dolgopolova | Talaj            | 19,425    | 14.       | kiesett  | kiesett  |
| Jelena Dolgopolova | Ugrás            | 19,387    | 14.       | kiesett  | kiesett  |
| Jelena Dolgopolova | Felemás korlát   | 18,874    | 54.       | kiesett  | kiesett  |
| Jelena Dolgopolova | Egyéni összetett | 57,686    | 82.       | kiesett  | kiesett  |
| Jevgenyija Kuznyecova | Ugrás            | 9,637     | 93.       | kiesett  | kiesett  |
| Jevgenyija Kuznyecova | Felemás korlát   | 19,400    | 18.       | kiesett  | kiesett  |
| Jevgenyija Kuznyecova | Gerenda          | 19,112    | 14.       | kiesett  | kiesett  |
| Jevgenyija Kuznyecova | Egyéni összetett | 48,149    | 90.       | kiesett  | kiesett  |
| Okszana Ljapina | Talaj            | 19,337    | 21.*      | kiesett  | kiesett  |
| Okszana Ljapina | Ugrás            | 9,575     | 95.       | kiesett  | kiesett  |
| Okszana Ljapina | Gerenda          | 18,725    | 34.       | kiesett  | kiesett  |
| Okszana Ljapina | Egyéni összetett | 47,637    | 92.       | kiesett  | kiesett  |
| Jelena Dolgopolova Rozalija Galijeva Jelena Groseva Szvetlana Horkina Gyina Kocsetkova Jevgenyija Kuznyecova Okszana Ljapina | Csapat összetett |           |           | 193,796  |          |

* - egy másik versenyzővel azonos eredményt ért el

** - két másik versenyzővel azonos eredményt ért el

### Ritmikus gimnasztika
| Versenyző                                                                                         | Versenyszám | Selejtező | Selejtező | Elődöntő | Elődöntő | Döntő  | Döntő    |
| Versenyző                                                                                         | Versenyszám | Pont      | Hely.     | Pont     | Hely.    | Pont   | Helyezés |
| ------------------------------------------------------------------------------------------------- | ----------- | --------- | --------- | -------- | -------- | ------ | -------- |
| Janyina Batirsina                                                                                 | Egyéni      | 37,748    | 13.       | 39,232   | 3.       | 39,382 |          |
| Amina Zaripova                                                                                    | Egyéni      | 38,748    | 3.        | 38,664   | 7.       | 39,264 | 4.       |
| Jevgenyija Bocskarjova Irina Dzjuba Julija Ivanova Angelina Juskova Jelena Krivosej Olga Stirenko | Csapat      | 38,882    | 3.        |          |          | 38,365 |          |

## Úszás
Férfi
| Versenyző | Versenyszám            | Előfutam | Előfutam | Előfutam | Döntő   | Döntő    | Döntő   | Helyezés |
| Versenyző | Versenyszám            | Idő      | Hely.    | Össz.    | Típus   | Idő      | Hely.   | Helyezés |
| --- | ---------------------- | -------- | -------- | -------- | ------- | -------- | ------- | -------- |
| Vlagyimir Predkin | 100 m gyors            | 50,75    | 6.       | 24.      | kiesett | kiesett  | kiesett | kiesett  |
| Vlagyimir Predkin | 50 m gyors             | 23,03    | 7.       | 20.      | kiesett | kiesett  | kiesett | kiesett  |
| Alekszandr Popov | 50 m gyors             | 22,22    | 1.       | 1.       | A       | 22,13    | 1.      |          |
| Alekszandr Popov | 100 m gyors            | 48,74    | 1.       | 1.       | A       | 48,74    | 1.      |          |
| Vlagyimir Pisnyenko | 200 m gyors            | 1:49,79  | 6.       | 12.      | B       | 1:49,55  | 3.      | 11.      |
| Alekszej Akatyjev | 400 m gyors            | 3:56,40  | 5.       | 17.      | B       | 3:55,72  | 6.      | 14.      |
| Alekszej Akatyjev | 1500 m gyors           | 15:16,47 | 1.       | 3.       | A       | 15:21,68 | 8.      | 8.       |
| Alekszej Bucenyin | 1500 m gyors           | 15:31,27 | 5.       | 14.      | kiesett | kiesett  | kiesett | kiesett  |
| Roman Jegorov Alekszandr Popov Vlagyimir Predkin Vlagyimir Pisnyenko Gyenyisz Pimankov Konsztantyin Uskov                      | 4 × 100 m gyorsváltó   | 3:20,39  | 2.       | 5.       | A       | 3:17,06  | 2.      |          |
| Vlagyimir Szelkov | 100 m hát              | 55,87    | 4.       | 9.       | kiesett | kiesett  | kiesett | kiesett  |
| Vlagyimir Szelkov | 200 m hát              | 2:01,32  | 4.       | 9.       | kiesett | kiesett  | kiesett | kiesett  |
| Szergej Osztapcsuk | 200 m hát              | 2:03,50  | 6.       | 18.      | B       | 2:03,91  | 8.      | 16.      |
| Sztanyiszlav Lopuhov | 100 m mell             | 1:02,00  | 2.       | 6.       | A       | 1:02,13  | 8.      | 8.       |
| Roman Ivanovszkij | 100 m mell             | 1:02,69  | 3.       | 11.*     | kiesett | kiesett  | kiesett | kiesett  |
| Andrej Kornyejev | 200 m mell             | 2:14,11  | 1.       | 2.       | A       | 2:13,17  | 3.      |          |
| Andrej Ivanov | 200 m mell             | 2:15,56  | 5.       | 12.      | B       | 2:14,37  | 1.      | 9.       |
| Vlagyiszlav Kulikov | 100 m pillangó         | 53,54    | 2.       | 8.       | A       | 53,13    | 3.      |          |
| Gyenyisz Pankratov | 100 m pillangó         | 52,96    | 1.       | 2.       | A       | 52,27    | 1.      |          |
| Gyenyisz Pankratov | 200 m pillangó         | 1:58,28  | 2.       | 4.       | A       | 1:56,51  | 1.      |          |
| Alekszej Kolesznyikov | 200 m pillangó         | 2:00,77  | 7.       | 18.      | kiesett | kiesett  | kiesett | kiesett  |
| Vlagyimir Szelkov Sztanyiszlav Lopuhov Gyenyisz Pankratov Alekszandr Popov Roman Ivanovszkij Vlagyiszlav Kulikov Roman Jegorov | 4 × 100 m vegyes váltó | 3:41,49  | 2.       | 5.       | A       | 3:37,55  | 2.      |          |

Női
| Versenyző                                                                                         | Versenyszám            | Előfutam | Előfutam | Előfutam | Döntő   | Döntő    | Döntő    | Helyezés |
| Versenyző                                                                                         | Versenyszám            | Idő      | Hely.    | Össz.    | Típus   | Idő      | Hely.    | Helyezés |
| ------------------------------------------------------------------------------------------------- | ---------------------- | -------- | -------- | -------- | ------- | -------- | -------- | -------- |
| Natalja Mescserjakova                                                                             | 50 m gyors             | 25,73    | 2.       | 6.       | A       | 25,88    | 8.       | 8.       |
| Natalja Mescserjakova                                                                             | 100 m gyors            | 56,33    | 4.       | 13.      | B       | 56,17    | 5.       | 13.      |
| Tatyjana Litovcsenko                                                                              | 200 m gyors            | 2:04,09  | 6.       | 22.      | kiesett | kiesett  | kiesett  | kiesett  |
| Nagyezsda Csemezova                                                                               | 400 m gyors            | 4:21,33  | 2.       | 23.      | kiesett | kiesett  | kiesett  | kiesett  |
| Jelena Nazemnova Szvetlana Lesukova Natalja Mescserjakova Natalja Szorokina                       | 4 × 100 m gyorsváltó   | 3:47,33  | 1.       | 7.       | A       | kizárták | kizárták | 8.       |
| Nagyezsda Csemezova Tatyjana Litovcsenko Jelena Nazemnova Inna Jaickaja                           | 4 × 200 m gyorsváltó   | 8:16,06  | 4.       | 12.      | kiesett | kiesett  | kiesett  | kiesett  |
| Olga Kocsetkova                                                                                   | 100 m hát              | 1:03,17  | 4.       | 12.      | B       | 1:03,52  | 4.       | 12.      |
| Nyina Zsivanyevszkaja                                                                             | 100 m hát              | 1:02,94  | 4.       | 9.       | B       | 1:02,38  | 1.       | 9.       |
| Nyina Zsivanyevszkaja                                                                             | 200 m hát              | 2:13,32  | 1.       | 5.       | A       | 2:14,59  | 8.       | 8.       |
| Olga Langyik                                                                                      | 100 m mell             | 1:12,55  | 3.       | 27.      | kiesett | kiesett  | kiesett  | kiesett  |
| Jelena Makarova                                                                                   | 200 m mell             | 2:33,74  | 7.       | 22.      | kiesett | kiesett  | kiesett  | kiesett  |
| Jelena Nazemnova                                                                                  | 100 m pillangó         | 1:01,54  | 5.       | 15.      | B       | 1:00,93  | 2.       | 10.      |
| Szvetlana Pozgyejeva                                                                              | 100 m pillangó         | 1:01,29  | 4.       | 12.      | B       | 1:01,62  | 8.       | 16.      |
| Darja Smeljova                                                                                    | 200 m vegyes           | 2:20,34  | 7.       | 26.      | kiesett | kiesett  | kiesett  | kiesett  |
| Darja Smeljova                                                                                    | 400 m vegyes           | 4:57,06  | 8.       | 26.      | kiesett | kiesett  | kiesett  | kiesett  |
| Nyina Zsivanyevszkaja Jelena Makarova Jelena Nazemnova Natalja Mescserjakova Szvetlana Pozgyejeva | 4 × 100 m vegyes váltó | 4:10,65  | 2.       | 8.       | A       | 4:10,56  | 7.       | 7.       |

## Vitorlázás
Férfi
| Versenyző                            | Versenyszám     | Futam | Futam | Futam | Futam | Futam | Futam | Futam | Futam | Futam | Futam | Futam | Pontszám | Helyezés |
| Versenyző                            | Versenyszám     | 1     | 2     | 3     | 4     | 5     | 6     | 7     | 8     | 9     | 10    | 11    | Pontszám | Helyezés |
| ------------------------------------ | --------------- | ----- | ----- | ----- | ----- | ----- | ----- | ----- | ----- | ----- | ----- | ----- | -------- | -------- |
| Vlagyimir Moiszejev                  | Szörfvitorlázás | (36)  | 29    | 27    | 33    | (36)  | 34    | 21    | 26    | 25    |       |       | 195,0    | 31.      |
| Oleg Hopjorszkij                     | Finn dingi      | (27)  | 18    | 13    | 16    | 7     | (27)  | 25    | 10    | 4     | 14    |       | 107,0    | 18.      |
| Jevgenyij Burmatnov Dmitrij Berezkin | 470-es osztály  | 13    | (25)  | 5     | 2     | 3     | 1     | 11    | (20)  | 19    | 4     | 8     | 66,0     | 5.       |

Nyílt
| Versenyző                           | Versenyszám | Futam | Futam | Futam | Futam | Futam | Futam | Futam | Futam | Futam | Futam | Futam | Pontszám | Helyezés |
| Versenyző                           | Versenyszám | 1     | 2     | 3     | 4     | 5     | 6     | 7     | 8     | 9     | 10    | 11    | Pontszám | Helyezés |
| ----------------------------------- | ----------- | ----- | ----- | ----- | ----- | ----- | ----- | ----- | ----- | ----- | ----- | ----- | -------- | -------- |
| Andrej Kiriljuk                     | Laser       | (36)  | 25    | 26    | 31    | (32)  | 24    | 29    | 19    | 22    | 20    | 16    | 212,0    | 29.      |
| Viktor Szolovjov Anatolij Mihajlin  | Csillaghajó | 10    | 16    | (21)  | (26)  | 14    | 15    | 19    | 19    | 7     | 21    |       | 121,0    | 17.      |
| Jurij Konovalov Szergej Mjasznyikov | Tornádó     | 11    | 10    | 7     | 12    | (18)  | 3     | 15    | 10    | 8     | (17)  | 11    | 87,0     | 12.      |

| Versenyző                                    | Versenyszám | Futam | Futam | Futam | Futam | Futam | Futam | Futam | Futam | Futam | Futam | Futam | Futam | Negyeddöntő                                                    | Elődöntő                                                                 | Döntő                                                                  | Helyezés |
| Versenyző                                    | Versenyszám | 1     | 2     | 3     | 4     | 5     | 6     | 7     | 8     | 9     | 10    | Pont  | Hely. | Ellenfél Eredmény                                              | Ellenfél Eredmény                                                        | Ellenfél Eredmény                                                      | Helyezés |
| -------------------------------------------- | ----------- | ----- | ----- | ----- | ----- | ----- | ----- | ----- | ----- | ----- | ----- | ----- | ----- | -------------------------------------------------------------- | ------------------------------------------------------------------------ | ---------------------------------------------------------------------- | -------- |
| Georgij Sajduko Igor Szkalin Dmitrij Sabanov | Soling      | 2     | 11    | (13)  | 8     | 7     | 4     | (12)  | 8     | 7     | 3     | 50    | 5.    | Kanada (CAN) · Bill Abbott · Joanne Abbott · Brad Boston · 3–0 | Egyesült Államok (USA) · Jeff Madrigali · Jim Barton · Kent Massey · 3–0 | Németország (GER) · Jochen Schümann · Thomas Flach · Bernd Jäkel · 0–3 |          |

## Vívás
Férfi
| Versenyző                                                  | Versenyszám       | Selejtező                              | 32-es főtábla                               | Nyolcaddöntő                                                                 | Negyeddöntő                                                                    | Elődöntő                                                                       | Bronz- mérkőzés   | Döntő | Helyezés |
| Versenyző                                                  | Versenyszám       | Ellenfél Eredmény                      | Ellenfél Eredmény                           | Ellenfél Eredmény                                                            | Ellenfél Eredmény                                                              | Ellenfél Eredmény                                                              | Ellenfél Eredmény | Ellenfél Eredmény                                                                                         | Helyezés |
| ---------------------------------------------------------- | ----------------- | -------------------------------------- | ------------------------------------------- | ---------------------------------------------------------------------------- | ------------------------------------------------------------------------------ | ------------------------------------------------------------------------------ | ----------------- | --- | -------- |
| Vlagyiszlav Pavlovics                                      | Tőr, egyéni       | Alfredo Pérez (VEN) · 15–2             | José Francisco Guerra (ESP) · 15–11         | Lionel Plumenail (FRA) · 12–15                                               | kiesett                                                                        | kiesett                                                                        | kiesett           | kiesett                                                                                                   | 14.      |
| Dmitrij Sevcsenko                                          | Tőr, egyéni       | erőnyerő                               | Kim Jongho (Kim Yeong-ho) (KOR) · 13–15     | kiesett                                                                      | kiesett                                                                        | kiesett                                                                        | kiesett           | kiesett                                                                                                   | 17.      |
| İlqar Məmmədov                                             | Tőr, egyéni       | Csong Szugi (Jeong Su-gi) (KOR) · 8–15 | kiesett                                     | kiesett                                                                      | kiesett                                                                        | kiesett                                                                        | kiesett           | kiesett                                                                                                   | 35.      |
| Alekszandr Beketov                                         | Párbajtőr, egyéni | erőnyerő                               | Nic Bürgin (SUI) · 15–12                    | Éric Srecki (FRA) · 15–10                                                    | Jean-Michel Henry (FRA) · 15–13                                                | Kovács Iván (HUN) · 15–8                                                       |                   | Iván Trevejo (CUB) · 15–14                                                                                |          |
| Pavel Kolobkov                                             | Párbajtőr, egyéni | erőnyerő                               | Jang Nöszong (Yang Noe-seong) (KOR) · 15–14 | Kovács Iván (HUN) · 11–15                                                    | kiesett                                                                        | kiesett                                                                        | kiesett           | kiesett                                                                                                   | 14.      |
| Valerij Zaharevics                                         | Párbajtőr, egyéni | Fernando de la Peña (ESP) · 15–8       | Sandro Cuomo (ITA) · 14–15                  | kiesett                                                                      | kiesett                                                                        | kiesett                                                                        | kiesett           | kiesett                                                                                                   | 30.      |
| Sztanyiszlav Pozdnyakov                                    | Kard, egyéni      | erőnyerő                               | Ju Szangdzsu (Yu Sang-ju) (KOR) · 15–6      | Fernando Medina (ESP) · 15–11                                                | Vadim Hutcajt (UKR) · 15–14                                                    | Navarrete József (HUN) · 15–7                                                  |                   | Szergej Sarikov (RUS) · 15–12                                                                             |          |
| Szergej Sarikov                                            | Kard, egyéni      | erőnyerő                               | James Williams (GBR) · 15–11                | Vilmoş Szabo (ROU) · 15–8                                                    | Steffen Wiesinger (GER) · 15–6                                                 | Damien Touya (FRA) · 15–14                                                     |                   | Sztanyiszlav Pozdnyakov (RUS) · 12–15                                                                     |          |
| Grigorij Kirijenko                                         | Kard, egyéni      | erőnyerő                               | Jean-Marie Banos (CAN) · 15–8               | Rafał Sznajder (POL) · 13–15                                                 | kiesett                                                                        | kiesett                                                                        | kiesett           | kiesett                                                                                                   | 9.       |
| Dmitrij Sevcsenko İlqar Məmmədov Vlagyiszlav Pavlovics     | Tőr, csapat       |                                        |                                             |                                                                              | Magyarország (HUN) · Marsi Márk · Kiss Róbert · Érsek Zsolt · 45–43            | Kuba (CUB) · Elvis Gregory · Oscar García · Rolando Tucker · 45–44             |                   | Lengyelország (POL) · Adam Krzesiński · Piotr Kiełpikowski · Ryszard Sobczak · Jarosław Rodzewicz · 45–40 |          |
| Alekszandr Beketov Pavel Kolobkov Valerij Zaharevics       | Párbajtőr, csapat |                                        |                                             | Románia (ROU) · Aurel Bratu · Gheorghe Epurescu · Gabriel Pantelimon · 45–35 | Magyarország (HUN) · Imre Géza · Kovács Iván · Kulcsár Krisztián · 45–39       | Franciaország (FRA) · Jean-Michel Henry · Robert Leroux · Éric Srecki · 45–42  |                   | Olaszország (ITA) · Sandro Cuomo · Angelo Mazzoni · Maurizio Randazzo · 43–45                             |          |
| Grigorij Kirijenko Szergej Sarikov Sztanyiszlav Pozdnyakov | Kard, csapat      |                                        |                                             |                                                                              | Spanyolország (ESP) · Antonio García · Fernando Medina · Raúl Peinador · 45–34 | Olaszország (ITA) · Luigi Tarantino · Raffaelo Caserta · Tonhi Terenzi · 45–28 |                   | Magyarország (HUN) · Szabó Bence · Köves Csaba · Navarrete József · 45–25                                 |          |

Női
| Versenyző                                            | Versenyszám       | Selejtező                       | 32-es főtábla                         | Nyolcaddöntő                    | Negyeddöntő                                                                    | Elődöntő                                                                                | Bronz- mérkőzés                                                                                               | Döntő | Helyezés |
| Versenyző                                            | Versenyszám       | Ellenfél Eredmény               | Ellenfél Eredmény                     | Ellenfél Eredmény               | Ellenfél Eredmény                                                              | Ellenfél Eredmény                                                                       | Ellenfél Eredmény                                                                                             | Ellenfél Eredmény                                                                                           | Helyezés |
| ---------------------------------------------------- | ----------------- | ------------------------------- | ------------------------------------- | ------------------------------- | ------------------------------------------------------------------------------ | --------------------------------------------------------------------------------------- | --- | --- | -------- |
| Olga Velicsko                                        | Tőr, egyéni       | erőnyerő                        | Lantos Gabriella (HUN) · 15–14        | Valentina Vezzali (ITA) · 13–15 | kiesett                                                                        | kiesett                                                                                 | kiesett | kiesett | 16.      |
| Szvetlana Bojko                                      | Tőr, egyéni       | erőnyerő                        | Roxana Scarlat (ROU) · 10–15          | kiesett                         | kiesett                                                                        | kiesett                                                                                 | kiesett | kiesett | 18.      |
| Olga Sarkova-Szidorova                               | Tőr, egyéni       | erőnyerő                        | Laurence Modaine-Cessac (FRA) · 14–15 | kiesett                         | kiesett                                                                        | kiesett                                                                                 | kiesett | kiesett | 20.      |
| Marija Mazina                                        | Párbajtőr, egyéni | Mitch Escanellas (PUR) · 15–11  | Elisa Uga (ITA) · 9–15                | kiesett                         | kiesett                                                                        | kiesett                                                                                 | kiesett | kiesett | 19.      |
| Karina Aznavurjan                                    | Párbajtőr, egyéni | Tanaka Nanae (JPN) · 15–5       | Margherita Zalaffi (ITA) · 12–15      | kiesett                         | kiesett                                                                        | kiesett                                                                                 | kiesett | kiesett | 20.      |
| Julija Garajeva                                      | Párbajtőr, egyéni | Tamara Savić-Šotra (SCG) · 15–7 | Szalay Gyöngyi (HUN) · 14–15          | kiesett                         | kiesett                                                                        | kiesett                                                                                 | kiesett | kiesett | 29.      |
| Olga Sarkova-Szidorova Olga Velicsko Szvetlana Bojko | Tőr, csapat       |                                 |                                       |                                 | Argentína (ARG) · Alejandra Carbone · Yanina Iannuzzi · Dolores Pampin · 45–20 | Románia (ROU) · Laura Cârlescu-Badea · Reka Zsofia Lazăr-Szabo · Roxana Scarlat · 41–45 | Az 5–8. helyért · Lengyelország (POL) · Anna Rybicka · Barbara Wolnicka-Szewczyk · Katarzyna Felusiak · 45–44 | Az 5. helyért · Franciaország (FRA) · Adeline Wuillème · Clothilde Magnan · Laurence Modaine-Cessac · 44–45 | 6.       |
| Karina Aznavurjan Marija Mazina Julija Garajeva      | Párbajtőr, csapat |                                 |                                       |                                 | Japán (JPN) · Tanaka Nanae · Kubo Noriko · Arai Júko · 45–33                   | Németország (GER) · Claudia Bokel · Eva-Maria Ittner · Katja Nass · 45–37               | Franciaország (FRA) · Laura Flessel-Colovic · Sophie Moressée-Pichot · Valérie Barlois-Mevel-Leroux · 39–45   | |          |

## Vízilabda
| Orosz férfi vízilabdacsapat-játékoskeret                                                                                               | Orosz férfi vízilabdacsapat-játékoskeret                                                                                   |
| --- | --- |
| - Dmitrij Apanaszenko - Dmitrij Dugin - Szergej Garbuzov - Dmitrij Gorskov - Szergej Ivlev - Vlagyimir Karabutov - Ilja Konsztantyinov | - Nyikolaj Kozlov - Nyikolaj Makszimov - Alekszej Panfili - Jurij Szmolovoj - Alekszandr Jerisov - Szergej Jevsztyignyejev |

### Eredmények
Csoportkör
A csoport
| Csapat              | M | Gy | D | V | G+ | G– | Gk  | P  |
| ------------------- | - | -- | - | - | -- | -- | --- | -- |
| Magyarország (HUN)  | 5 | 5  | 0 | 0 | 47 | 38 | +9  | 10 |
| Jugoszlávia (SCG)   | 5 | 3  | 1 | 1 | 46 | 44 | +2  | 7  |
| Spanyolország (ESP) | 5 | 3  | 0 | 2 | 39 | 33 | +6  | 6  |
| Oroszország (RUS)   | 5 | 2  | 1 | 2 | 42 | 38 | +4  | 5  |
| Németország (GER)   | 5 | 1  | 0 | 4 | 36 | 45 | –9  | 2  |
| Hollandia (NED)     | 5 | 0  | 0 | 5 | 36 | 48 | –12 | 0  |

| 1996. július 20. 12:40 | Magyarország (HUN)   | 8–7 | Oroszország (RUS) | Játékvezetők: Peter Kerr (AUS), Salvatore Merola (ITA) |
| 1996. július 20. 12:40 | (1–2, 1–3, 4–1, 2–1) |     |                   | Játékvezetők: Peter Kerr (AUS), Salvatore Merola (ITA) |
| 1996. július 20. 12:40 | Benedek, Kásás 2     |     | három játékos 2   | Játékvezetők: Peter Kerr (AUS), Salvatore Merola (ITA) |

| 1996. július 21. 11:00 | Jugoszlávia (SCG)    | 9–9 | Oroszország (RUS) | Játékvezetők: Dimitrios Iliadis (GRE), Wilhelm Keman (NED) |
| 1996. július 21. 11:00 | (3–3, 1–1, 4–2, 1–3) |     |                   | Játékvezetők: Dimitrios Iliadis (GRE), Wilhelm Keman (NED) |
| 1996. július 21. 11:00 | három játékos 2      |     | Gorskov 4         | Játékvezetők: Dimitrios Iliadis (GRE), Wilhelm Keman (NED) |

| 1996. július 22. 11:00 | Oroszország (RUS)    | 10–8 | Németország (GER) | Játékvezetők: Francois Simons (BEL), Salvatore Merola (ITA) |
| 1996. július 22. 11:00 | (3–2, 3–3, 2–1, 2–2) |      |                   | Játékvezetők: Francois Simons (BEL), Salvatore Merola (ITA) |
| 1996. július 22. 11:00 | Garbuzov 4           |      | négy játékos 2    | Játékvezetők: Francois Simons (BEL), Salvatore Merola (ITA) |

| 1996. július 23. 12:40 | Hollandia (NED)      | 5–10 | Oroszország (RUS) | Játékvezetők: Zeljko Klaric (CRO), Eugenio Martinez (CUB) |
| 1996. július 23. 12:40 | (2–2, 0–3, 1–2, 2–3) |      |                   | Játékvezetők: Zeljko Klaric (CRO), Eugenio Martinez (CUB) |
| 1996. július 23. 12:40 | öt játékos 1         |      | négy játékos 2    | Játékvezetők: Zeljko Klaric (CRO), Eugenio Martinez (CUB) |

| 1996. július 24. 12:40 | Oroszország (RUS)    | 6–8 | Spanyolország (ESP) | Játékvezetők: Wilhelm Keman (NED), Bret Bernard (USA) |
| 1996. július 24. 12:40 | (3–2, 0–2, 3–3, 0–1) |     |                     | Játékvezetők: Wilhelm Keman (NED), Bret Bernard (USA) |
| 1996. július 24. 12:40 | hat játékos 1        |     | Oca 3               | Játékvezetők: Wilhelm Keman (NED), Bret Bernard (USA) |

Negyeddöntő
| 1996. július 26. 22:10 | Oroszország (RUS)    | 9–11 | Olaszország (ITA) | Játékvezetők: Rolf Ludecke (GER), Francois Simons (BEL) |
| 1996. július 26. 22:10 | (4–4, 3–2, 1–3, 1–2) |      |                   | Játékvezetők: Rolf Ludecke (GER), Francois Simons (BEL) |
| 1996. július 26. 22:10 | Jerisov 3            |      | négy játékos 2    | Játékvezetők: Rolf Ludecke (GER), Francois Simons (BEL) |

Az 5–8. helyért
| 1996. július 27. 20:40 | Jugoszlávia (SCG)                   | 15–16 (h. u.) | Oroszország (RUS) | Játékvezetők: Robert Tellegen (NED), Francois Simons (BEL) |
| 1996. július 27. 20:40 | (5–4, 1–2, 3–3, 3–3, 1–2, 2–1, 0–1) |               |                   | Játékvezetők: Robert Tellegen (NED), Francois Simons (BEL) |
| 1996. július 27. 20:40 | Jelenić, Vujasinović 3              |               | Jerisov 3         | Játékvezetők: Robert Tellegen (NED), Francois Simons (BEL) |

Az 5. helyért
| 1996. július 28. 15:00 | Görögország (GRE)              | 8–10 (h. u.) | Oroszország (RUS) | Játékvezetők: Jean Demey (FRA), Salvatore Merola (ITA) |
| 1996. július 28. 15:00 | (2–2, 1–1, 1–2, 3–2, 1–2, 0–1) |              |                   | Játékvezetők: Jean Demey (FRA), Salvatore Merola (ITA) |
| 1996. július 28. 15:00 | Afrudákisz 3                   |              | Kozlov, Jerisov 2 | Játékvezetők: Jean Demey (FRA), Salvatore Merola (ITA) |

| Csapat            | Helyezés |
| ----------------- | -------- |
| Oroszország (RUS) | 5.       |